# La Courneuve
La Courneuve est une commune française, située dans le département de la Seine-Saint-Denis en région Île-de-France. Ses habitants sont appelés les Courneuviens et Courneuviennes.

## Géographie

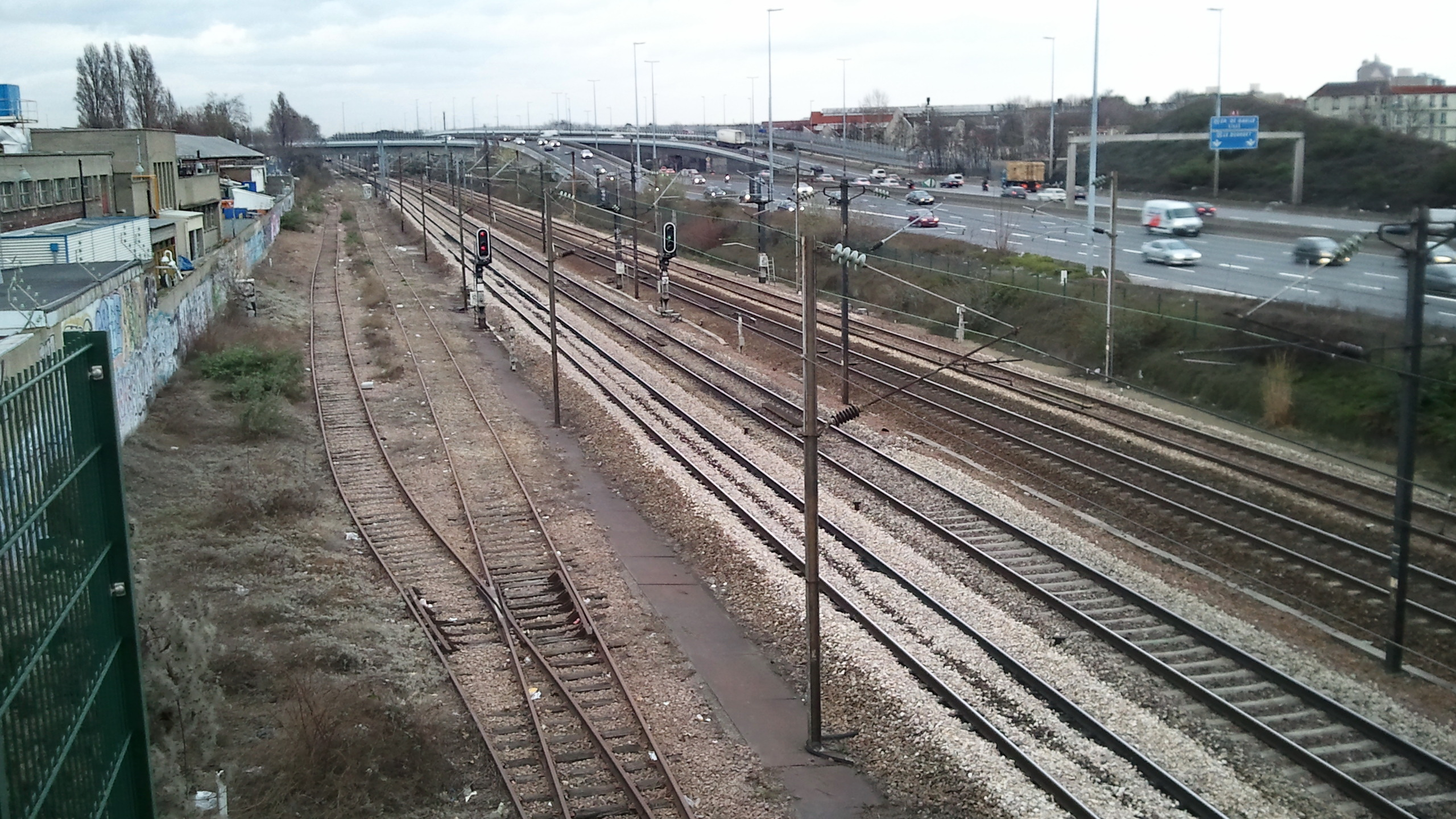
Le Pont Palmer surplombe la ligne de chemin de fer Paris-Laon (où circulent les rames du RER B) ainsi que l'autoroute A86. Il permet à l'ex-RN 186 et à la ligne 1 du tramway d'Île-de-France de franchir ces infrastructures.

La Courneuve est une commune de la Plaine de France située en proche banlieue nord de Paris, industrialisée dès le XIXe siècle en raison de la présence de plusieurs voies ferrées.
La ville est desservie par deux autoroutes (A86 et A1), ainsi que par les routes départementales D 932, D 986 et D 901. La desserte en transports en commun est assurée par le RER, le métro, le tramway et des bus. Avec son sol marécageux, elle était baignée par le Croult, petite rivière affluent de la Seine transformée dès le début du XXe siècle en égout principalement pluvial, et qui inondait régulièrement la ville lors de ses crues. Busée et enterrée, il est envisagé de la découvrir.
La Courneuve est marquée par l'importance des infrastructures de transport (autoroutes A1, A86 et leur raccordement, ligne de chemin de fer Paris-Laon, ligne de Grande Ceinture et leur liaison, le raccordement du Bas Martineau), ainsi que par la présence de grands ensembles, qui segmentent le tissu urbain et créent d'importantes coupures.
Le parc Georges-Valbon occupe la partie nord de la commune. Il comprend une zone Natura 2000.

### Géologie
Dans le Parisis, le calcaire de Saint-Ouen, par sa résistance, a donné une allure tabulaire à la région de La Courneuve.

### Communes limitrophes
Dans l'arrondissement de Saint-Denis, les communes limitrophes incluent : Aubervilliers (limitrophe des deux cantons), Saint-Denis (limitrophe d'un canton sur 3) et Stains (un seul canton). Dans l'arrondissement de Bobigny (même département) : Bobigny (un seul canton), Le Bourget et Dugny dans le canton du Bourget, Drancy (un seul canton) et Pantin (limitrophe d'un canton sur 2).
| Saint-Denis   | Stains        | Dugny             |
| Saint-Denis   | La Courneuve  | Le Bourget Drancy |
| Aubervilliers | Aubervilliers | Bobigny Pantin    |

### Voies de communication et transports

#### Grands axes
La Courneuve est desservie par les autoroutes A1 et A86 ainsi que les routes départementales D 932 D 986 et D 901.
Elle est aisément accessible depuis l’aéroport de Paris-Charles-de-Gaulle, que ce soit par l’autoroute ou par le RER.

#### Transports en commun

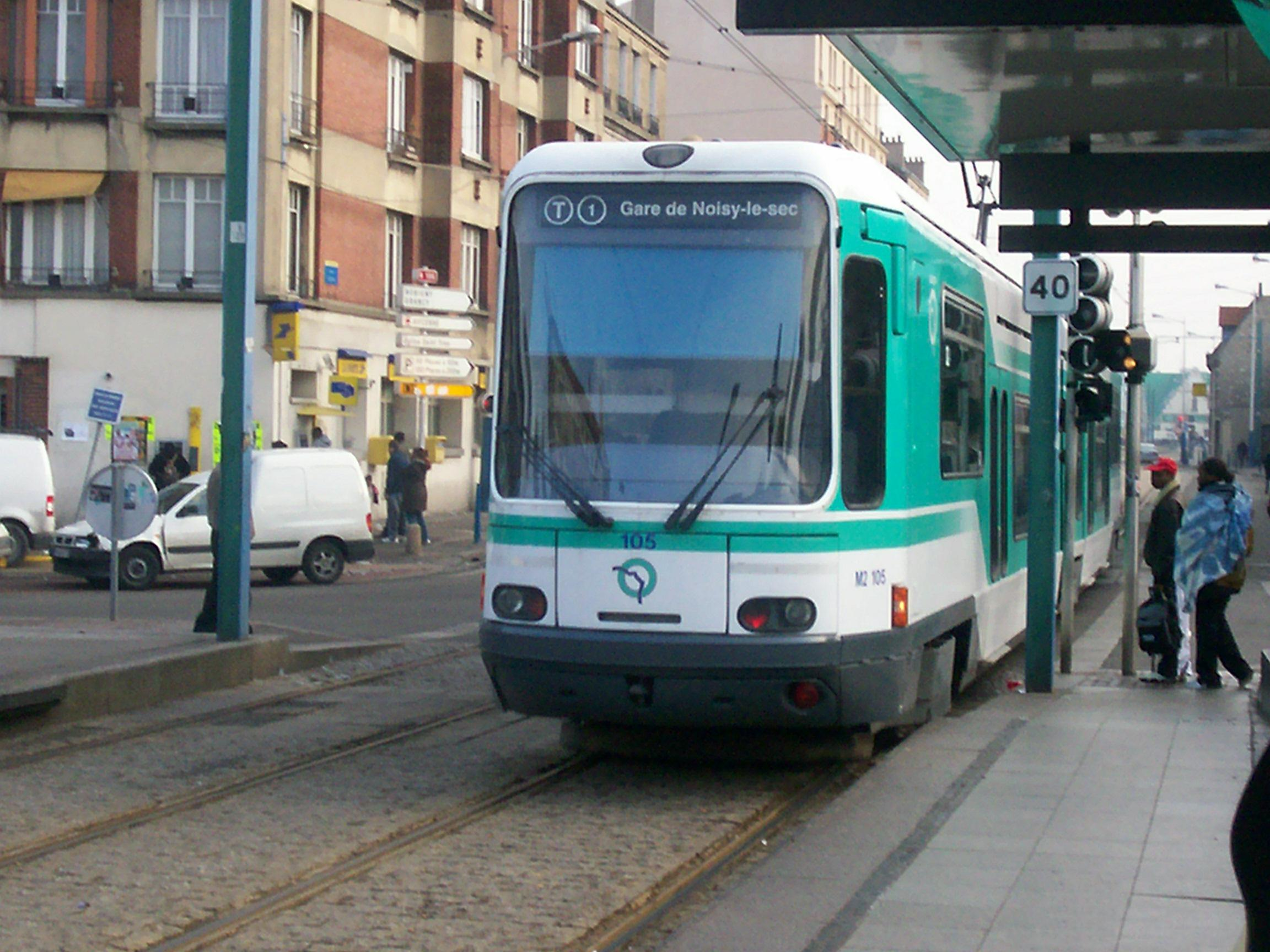
Tramway de la ligne 1 à la station "La Courneuve — 8 mai 1945".

La ville est un terminus de la ligne 7 du métro de Paris, qui dessert le quartier des "Quatre Routes".
La ville est desservie par la ligne 1 du tramway d'Île-de-France inauguré en 1992 qui relie la station Quatre-Routes (à la limite de Colombes, Asnières et Bois-Colombes) à Noisy-le-Sec aux stations Cosmonautes, La Courneuve — Six Routes, Hôtel de Ville, Stade Géo André, Danton, 8 Mai 1945 et Maurice Lachâtre. Elle l'est également par la ligne 11 du tramway d'Île-de-France à la gare de Dugny — La Courneuve qui dessert le parc Georges Valbon.
La ligne B du RER à la gare de La Courneuve - Aubervilliers dessert le quartier de "La Gare" et des "4000 Nord et 4000 Sud".
Enfin le réseau de bus RATP, (lignes 143, 150, 152, 173, 249, 250, 253 et 302) le réseau de bus Terres d'Envol et le Noctilien (la nuit) desservent également la commune.

### Climat
Pour des articles plus généraux, voir Climat de l'Île-de-France et Climat de la Seine-Saint-Denis.
En 2010, le climat de la commune est de type climat océanique dégradé des plaines du Centre et du Nord, selon une étude du CNRS s'appuyant sur une série de données couvrant la période 1971-2000. En 2020, Météo-France publie une typologie des climats de la France métropolitaine dans laquelle la commune est exposée à un climat océanique altéré et est dans la région climatique Sud-ouest du bassin Parisien, caractérisée par une faible pluviométrie, notamment au printemps (120 à 150 mm) et un hiver froid (3,5 °C).
Pour la période 1971-2000, la température annuelle moyenne est de 12,3 °C, avec une amplitude thermique annuelle de 15,3 °C. Le cumul annuel moyen de précipitations est de 649 mm, avec 10,4 jours de précipitations en janvier et 7,4 jours en juillet. Pour la période 1991-2020, la température moyenne annuelle observée sur la station météorologique la plus proche, située à Bonneuil-en-France à 5 km à vol d'oiseau, est de 12,1 °C et le cumul annuel moyen de précipitations est de 616,3 mm,. Pour l'avenir, les paramètres climatiques de la commune estimés pour 2050 selon différents scénarios d'émission de gaz à effet de serre sont consultables sur un site dédié publié par Météo-France en novembre 2022.
| Mois                                  | jan.             | fév.             | mars            | avril           | mai             | juin           | jui.           | août           | sep.           | oct.            | nov.            | déc.             | année      |
| ------------------------------------- | ---------------- | ---------------- | --------------- | --------------- | --------------- | -------------- | -------------- | -------------- | -------------- | --------------- | --------------- | ---------------- | ---------- |
| Température minimale moyenne (°C)     | 2,3              | 2,1              | 4,2             | 6,3             | 9,8             | 13             | 14,9           | 14,6           | 11,5           | 8,8             | 5,2             | 2,8              | 8          |
| Température moyenne (°C)              | 4,9              | 5,4              | 8,4             | 11,2            | 14,7            | 18             | 20,2           | 20             | 16,5           | 12,7            | 8,1             | 5,4              | 12,1       |
| Température maximale moyenne (°C)     | 7,5              | 8,7              | 12,6            | 16,1            | 19,6            | 23             | 25,5           | 25,4           | 21,5           | 16,5            | 11,1            | 7,9              | 16,3       |
| Record de froid (°C) date du record   | −18,2 17.01.1985 | −16,8 14.02.1956 | −9,6 07.03.1971 | −3,7 01.04.1931 | −1,6 06.05.1957 | 0,9 13.06.1935 | 3,5 09.07.1929 | 1,9 01.08.1923 | 0,1 24.09.1931 | −5,6 30.10.1985 | −9,5 28.11.1921 | −15,1 16.12.1925 | −18,2 1985 |
| Record de chaleur (°C) date du record | 16,1 27.01.03    | 20,8 28.02.1960  | 25,5 31.03.21   | 31,9 18.04.1949 | 35 24.05.1922   | 36,9 27.06.11  | 42,1 25.07.19  | 40,2 12.08.03  | 35,3 09.09.23  | 29,4 04.10.1921 | 21,3 08.11.15   | 17,2 16.12.1989  | 42,1 2019  |
| Ensoleillement (h)                    | 57,4             | 73,7             | 129,3           | 171             | 189,4           | 203            | 213,2          | 206,4          | 161,6          | 111,3           | 63,7            | 54,3             | 1 634,2    |
| Précipitations (mm)                   | 46,8             | 41,1             | 43,9            | 43,1            | 60,5            | 53,8           | 56,3           | 52,5           | 44,6           | 56,7            | 53,6            | 63,4             | 616,3      |

## Urbanisme

### Typologie
Au 1er janvier 2024, La Courneuve est catégorisée grand centre urbain, selon la nouvelle grille communale de densité à sept niveaux définie par l'Insee en 2022.
Elle appartient à l'unité urbaine de Paris, une agglomération inter-départementale regroupant 407  communes, dont elle est une commune de la banlieue,,. Par ailleurs la commune fait partie de l'aire d'attraction de Paris, dont elle est une commune du pôle principal,. Cette aire regroupe 1 929 communes,.

### Morphologie urbaine

Carte des quartiers.

#### Quartier des Quatre-routes

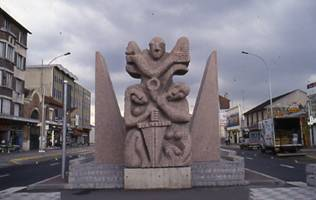
Le Mémorial de la Résistance réalisé par Shelomo Selinger : Les Quatre-Routes, La Courneuve.

Vieux quartier maraîcher, le secteur a toujours été un carrefour, entre la route de Bondy à Saint-Denis (dans l'axe actuel du tramway) et la route de Paris vers les Flandres. Cette dernière était une voie romaine à l'actuel emplacement de la limite entre Drancy et La Courneuve, rue Maurice-Lachâtre, puis cet axe nord-sud s'est déplacé sur l'actuel axe de la RD 932. En plus d'une auberge, c'est l'arrivée d'une première usine de noir de fumée qui a renforcé la pression démographique, qui conduisit la mairie à décider en 1913 la construction de l'actuelle école Paul-Doumer. Bien que celle-ci n'ait été inaugurée qu'en 1924 à cause de la guerre et de retard dans le versement des subventions, son seul projet déclencha une grande vague de constructions de lotissements entre les actuelles rues Rateau, Maurice-Lachâtre et l'avenue Jean-Jaurès, dont de nombreuses bâtisses dans le style Art déco encore visibles dans le quartier ainsi que l'église Saint-Yves.
Situé tout à l'est de la ville, le quartier est très bien desservi par les transports en commun. On y retrouve le terminus du métro ligne 7 : La Courneuve - 8-mai-1945, le tramway. Depuis novembre 2012, la ligne T1 est prolongée de dix nouvelles stations, de Saint-Denis à Asnières-Gennevilliers – Les Courtilles, et plusieurs lignes de bus : 152, 173, 607 et 609 .
Le quartier est animé par un marché, les mardis, vendredis et dimanches matin, complété depuis avril 2015 par une grande surface de produits alimentaires.
Le quartier compte de nombreuses entreprises de plus en plus tournées vers le secteur tertiaire dans un quartier marqué par un passé industriel où subsiste principalement le site GE POWER (ex-Rateau), qui fabrique des turbines à vapeur. L'usine Rateau est en 1974 le théâtre d'une longue grève très médiatisée de trois mois. Le quartier mêle pavillons anciens et HLM des années 1930 (autour du marché) et des années 1970 (Rateau). Quartier historiquement le plus commerçant de la ville, l'ouverture d'un hypermarché à Drancy en 1996 a précipité son déclin et son appauvrissement. En 2011, des travaux de réaménagement débutent pour la place du 8-Mai-1945.

#### Centre-ville

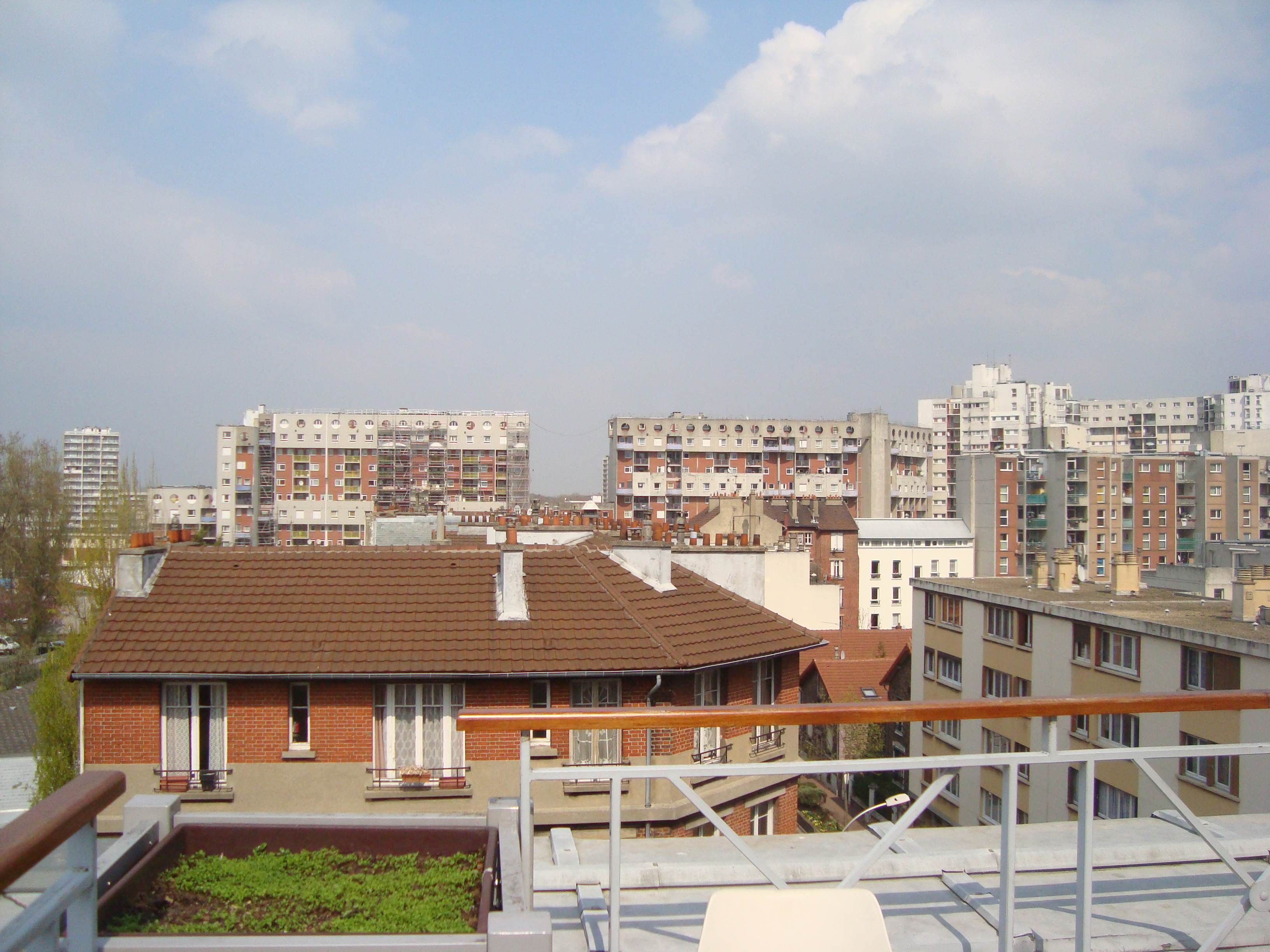
Vue des bâtiments Pommier de Bois / Croix-Blanche.

Ancien quartier maraîcher, le quartier s'est industrialisé autour de la gare d’Aubervilliers-La Courneuve ouverte en 1885. La métallurgie lourde s'y développe notamment avec l’usine Mécano, ouverte en 1914. Mécano est une usine métallurgique spécialisée dans l’outillage de précision (tarauds, forets, fraises, alésoirs) et la petite machine-outil. Elle voisine avec Johnson, les Aciéries de Champagnole, Sohier... La crise des années 1970 contraint la plupart des entreprises métallurgiques à fermer leurs portes. Mécano a été reconverti en locaux administratifs.
La mairie de La Courneuve, les services administratifs et la bibliothèque sont situés dans ces quartiers.
La médiathèque Aimé-Césaire ouvre ses portes en février 2015, dans le bâtiment principal de l'usine Mécano reconverti.

#### La Cité des 4000

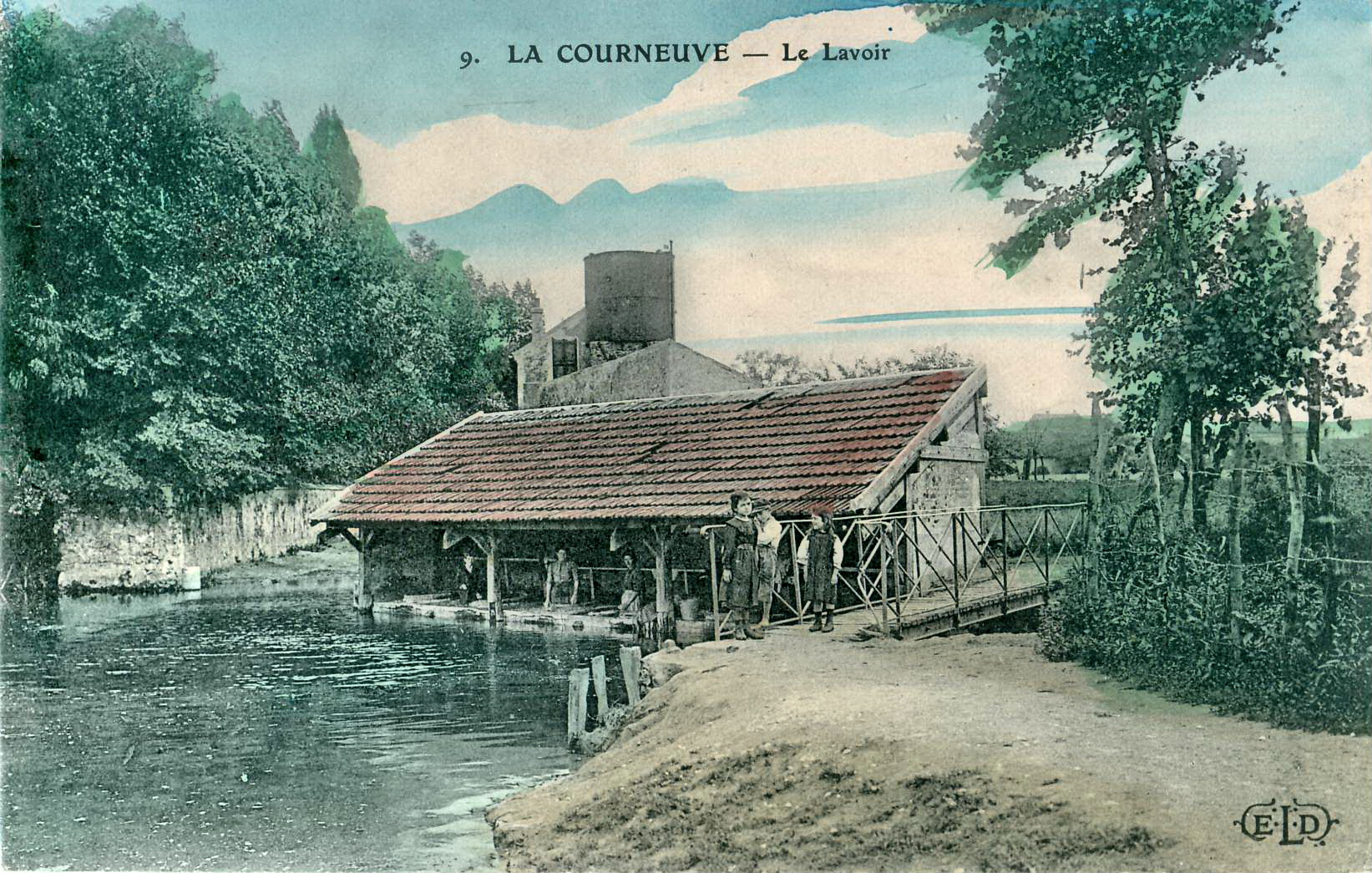
Le Croult et son lavoir, une image idyllique d'une rivière transformée rapidement en égout
Derrière le lavoir se trouve une maison de maraîcher, surplombée par la cuve métallique qui recueillait l'eau pour permettre l'arrosage des cultures.

La Cité des 4000 est la principale cité de La Courneuve, et souvent parangon des cités de France, car très proche de Paris et dans un état qui s'est particulièrement délabré. La construction de la Cité des 4000 a commencé en mars 1956, selon les plans des architectes Clément Tambuté et Henri Delacroix, et a duré plus de dix ans. Ces logements dépendent alors de l'Office HLM de la Ville de Paris. Elle est composée de 2 zones de part et d'autre du carrefour des Six Routes (4000 Nord et 4000 Sud). La cité, encore alors très bien entretenue et vivante, sert de cadre au film de Jean-Luc Godard Deux ou trois choses que je sais d'elle, sorti en 1967, où il critique sa conception : « L‘aménagement de la région parisienne va permettre au gouvernement de poursuivre plus facilement sa politique de classe… Et au grand monopole d’en orienter l’économie, sans trop tenir compte des besoins et de l’aspiration à une vie meilleure de ses huit millions d’habitants » dit-il en voix off, très critique à l’égard de la politique de construction des grands ensembles et des nouveaux modes de vie et de consommation induits, qu'il juge aliénants.
Cette situation a profondément évolué, avec le temps, notamment parce que la cité est restée gérée fort longtemps par l'Office HLM de la Ville de Paris qui pratiquait sur place une politique d'attribution de logements destinée à regrouper en banlieue des familles et des populations presque exclusivement d'origine étrangère dont la mairie de Paris voulait se débarrasser[réf. nécessaire]. La plus grande partie des habitants du grand ensemble a, dès le début des années 1970, été en butte à des difficultés sociales et financières importantes, subissant de plein fouet les effets de la désindustrialisation de la banlieue Nord de Paris.
La Cité est marquée en 1983 par le drame de la mort du jeune Toufik Ouanes, abattu par un voisin irascible. Cet acte amène la visite à La Courneuve du président de la République François Mitterrand. Ce n'est qu'en 1984 que la Ville de Paris cède à La Courneuve la Cité des 4000, permettant ainsi la réappropriation par la municipalité de ce quartier.
Le 18 février 1986, la réhabilitation du quartier des 4000 débute par l'implosion de la barre Debussy, remplacée par les logements de l'Orme seul. Cet événement, emblématique de la mise en œuvre de la politique de la ville dans les années 1980 (prolongée dans le cadre du programme national de rénovation urbaine), a donné le coup d'envoi d'une vaste opération de requalification urbaine, marquée par la destruction d'autres barres de logements (immeubles Renoir, Ravel, Présov, Petit Balzac, puis en 2010 Balzac) et le développement de batailles permanentes pour mettre en œuvre une politique cohérente de rénovation urbaine.
Comme d'autres sites prioritaires de la politique de la ville, La Courneuve a souffert de l'insuffisance des crédits d'État en matière de rénovation urbaine qui, s'ajoutant aux difficultés financières de l'Office municipal HLM (dissout en 2005), ont entraîné des retards dans la construction de nouveaux logements locatifs sociaux sur les sites libérés par la destruction des barres. Durant la décennie 2000, le quartier commence une transformation dans la foulée des Grands Projets de Ville définis par Claude Bartolone et le gouvernement Jospin, prolongés par le soutien de l'agence nationale pour la rénovation urbaine (ANRU) fondée par Jean-Louis Borloo, avec le fort soutien des crédits de la région Île-de-France, du conseil départemental de la Seine-Saint-Denis et de l'Union européenne.
Le ministre de l'Intérieur Nicolas Sarkozy s'est rendu les 20 et 29 juin 2005 dans la Cité des 4000 après la mort du jeune Sidi Ahmed, 11 ans, mortellement touché devant la barre Balzac le 19 juin 2005 par une balle perdue alors qu'il venait de nettoyer la voiture de son père. Les auteurs des faits ont été jugés en octobre 2008. Au pied de l'immeuble où l'enfant a trouvé la mort, l'attendaient deux cents personnes, dont de nombreux jeunes qui l'ont apostrophé sur leurs conditions de vie dans la cité. « On veut sortir d'ici, on est français, on veut que nos enfants vivent comme des Français », a lancé une mère de famille. Nicolas Sarkozy a alors répondu qu'il était venu pour « bien montrer que l'on va donner les moyens utiles ». « Les voyous vont disparaître ; je mettrai les effectifs qu'il faut mais on nettoiera la Cité des 4000 ». « On va nettoyer la cité au Karcher », a-t-il déclaré.
Devant être détruite en 2010, la barre Balzac est vidée de ses habitants dans un climat de tension provoqué par les trafiquants de drogue qui craignent de perdre leur territoire. Elle a finalement été démolie durant l'été 2011.
La barre Petit Debussy est en cours de démolition depuis l'été 2016 et le chantier doit s'être terminé vers l'été 2017.
La barre Robespierre est détruite en 2020. Quant à la barre Fontenay, dernier bâtiment de 15 étages de la cité des 4000, sa démolition aurait lieu dans les années à venir.

#### Quartier des Six Routes

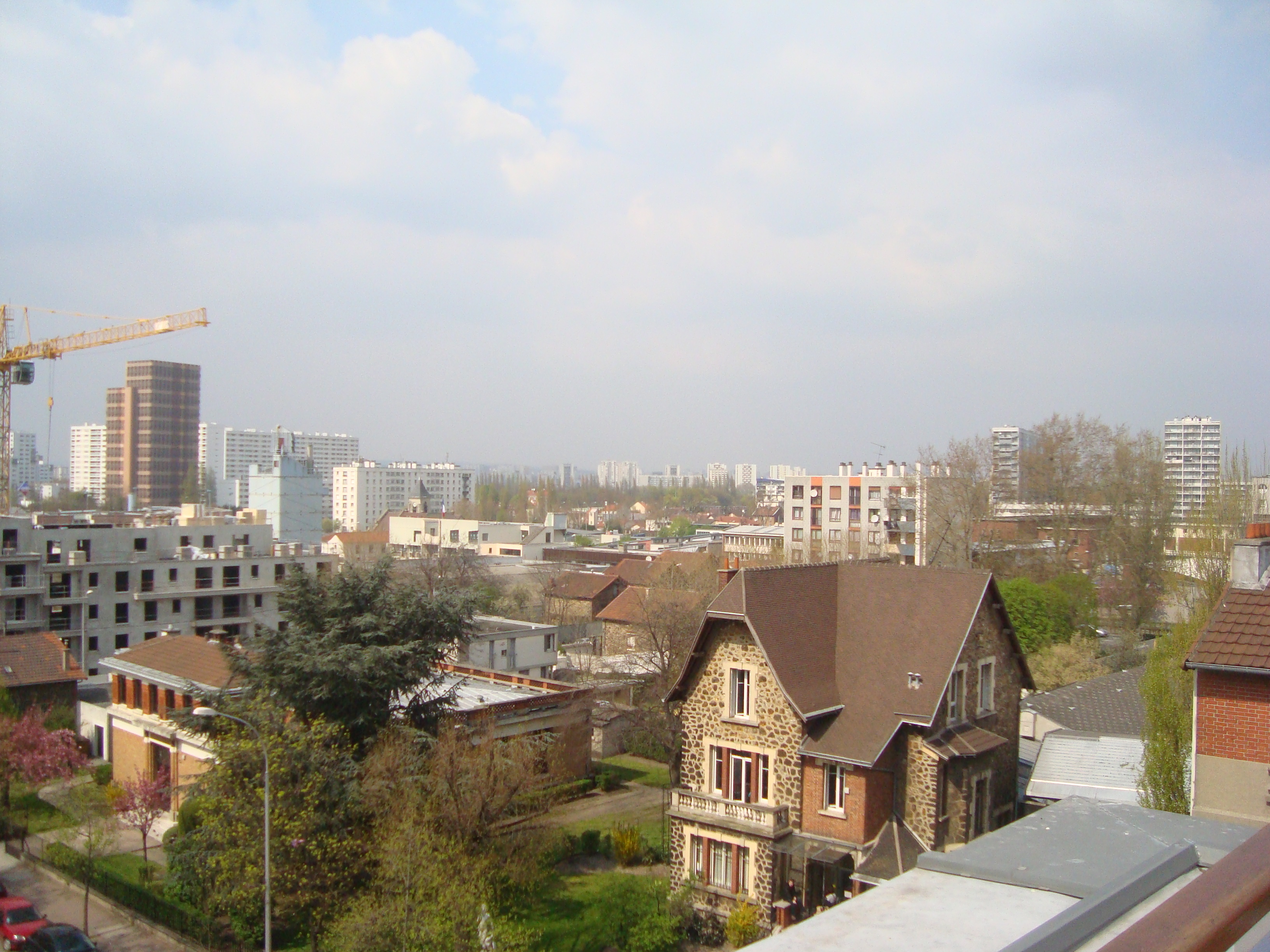
À l'arrière-plan, la Résidence du parc (à gauche) et les 4000 nord (à droite).

À l'ouest de la ville, entre la Cité des 4000 et Saint-Denis, ce quartier peu homogène regroupe les immeubles des sociétés HLM privées au nord du rond-point des Six-Routes, le pâté de maisons autour de la résidence du Parc, la tour Entrepose, et l'habitat ancien entre la route nationale et le quartier des Clos. Non loin, se trouve le vieux cimetière de La Courneuve, au pied de la vieille église Saint-Lucien.
Aux 4000, le renouvellement urbain commence au milieu des années 1980 avec la démolition de la barre Debussy et la construction du quartier Orme Seul à la place, en partie par Catherine Furet. Le 8 juin 2000, la barre Renoir a été démolie. Le 23 juin 2004, c'est au tour des barres Ravel et Présov de tomber. Enfin en 2011 la barre Balzac est démolie par grignotage. En lieu et place des barres démolies, un habitat plus diversifié est reconstitué.
La résidence du Parc est un ensemble d'habitations qui rassemble historiquement des habitants plus aisés que la moyenne des Courneuviens, à proximité d'un centre commercial hard-discount, de quelques commerces et d'une tour de bureaux autrefois occupée en particulier par une mutuelle d'assurances. À quelques centaines de mètres, au-delà de l'autoroute, se trouve le Parc des sports de Marville. Une petite enclave au bord de la rue Roger-Salengro abrite quelques bâtiments anciens, dont un ancien moulin à roue autrefois actionné par le Croult : le Moulin Fayvon. Il a été restauré et décoré par l'artiste contemporain américain Monte Laster. Sa décoration est elle-même très prisée des magazines de décoration. La résidence du Parc a été utilisée comme décor du film Tout ce qui brille pour figurer Puteaux.
Appelé Place de l'Armistice, le rond-point des Six-Routes est le carrefour formé par le croisement de la route départementale 901 (boulevard Pasteur/avenue Roger-Salengro), la route départementale 986 (rue de la Convention/rue de Saint-Denis) et la route départementale 30 (avenue du Général-Leclerc / avenue Henri-Barbusse). Depuis 1992, la station de tramway La Courneuve — Six-Routes donne accès à plusieurs correspondances de bus.
Héritage des années 1930 et de décennies du « tout voiture », le giratoire forme carrefour géant de près de deux hectares qui représente une réelle fracture urbaine : en plusieurs phases à partir de 2024, il doit devenir à terme un carrefour classique. Les espaces gagnés et la mutation de terrains industriels permettre de créer jusque 1 200 logements autour de la gare.

#### Quartier de la Gare
Le projet urbain de la gare vise à transformer un quartier laissé en friches en un vrai quartier de vie autour de la gare, dans un espace public réaménagé, avec près de 1 000 m² de commerces, 83 logements, une résidence étudiante de 223 chambres et une résidence de personnes âgées et l’arrivée de nouveaux équipements comme l’implantation des archives du ministères des Affaires étrangères.
Il s'agit de créer un vrai quartier de vie autour de la gare pour atténuer la coupure de l'autoroute A86 et préparer la reconversion des sites industriels désaffectés.
Relancé par l’arrivée des archives du ministère des Affaires étrangères et européennes, le projet permettra d'améliorer le confort des habitants et l'accueil des usagers du RER  : avant, c’est dans des friches qu’ils se retrouvaient à la sortie du train. Demain, c’est en ville qu’ils se déplaceront en quittant la gare, dans un quartier habité, doté de commerces et structuré par un espace public réaménagé.

##### Ministère des Affaires étrangères
Le chantier de construction d'un bâtiment conçu par l'architecte Henri Gaudin pour accueillir les archives du ministère des Affaires étrangères a débuté à l'automne 2006 sur un ancien terrain ferroviaire.
Livré en décembre 2008 et inauguré le 6 septembre 2009, ce site de plus de 27 000 m2 comprend un ensemble de salles de lecture (archives, bibliothèque, microformes et supports contemporains) et des espaces consacrés aux expositions et séminaires. Cette réalisation, qui s'inscrit dans le cadre du projet de réaménagement urbain du quartier de la gare, conforte le pôle scientifique et historique de Plaine Commune, avec la création du pôle des Archives nationales à Pierrefitte-sur-Seine et du campus Condorcet regroupant, à Aubervilliers, l'EHESS, l'EPHE et les services de recherches de l'École nationale des chartes.

##### Site Babcock

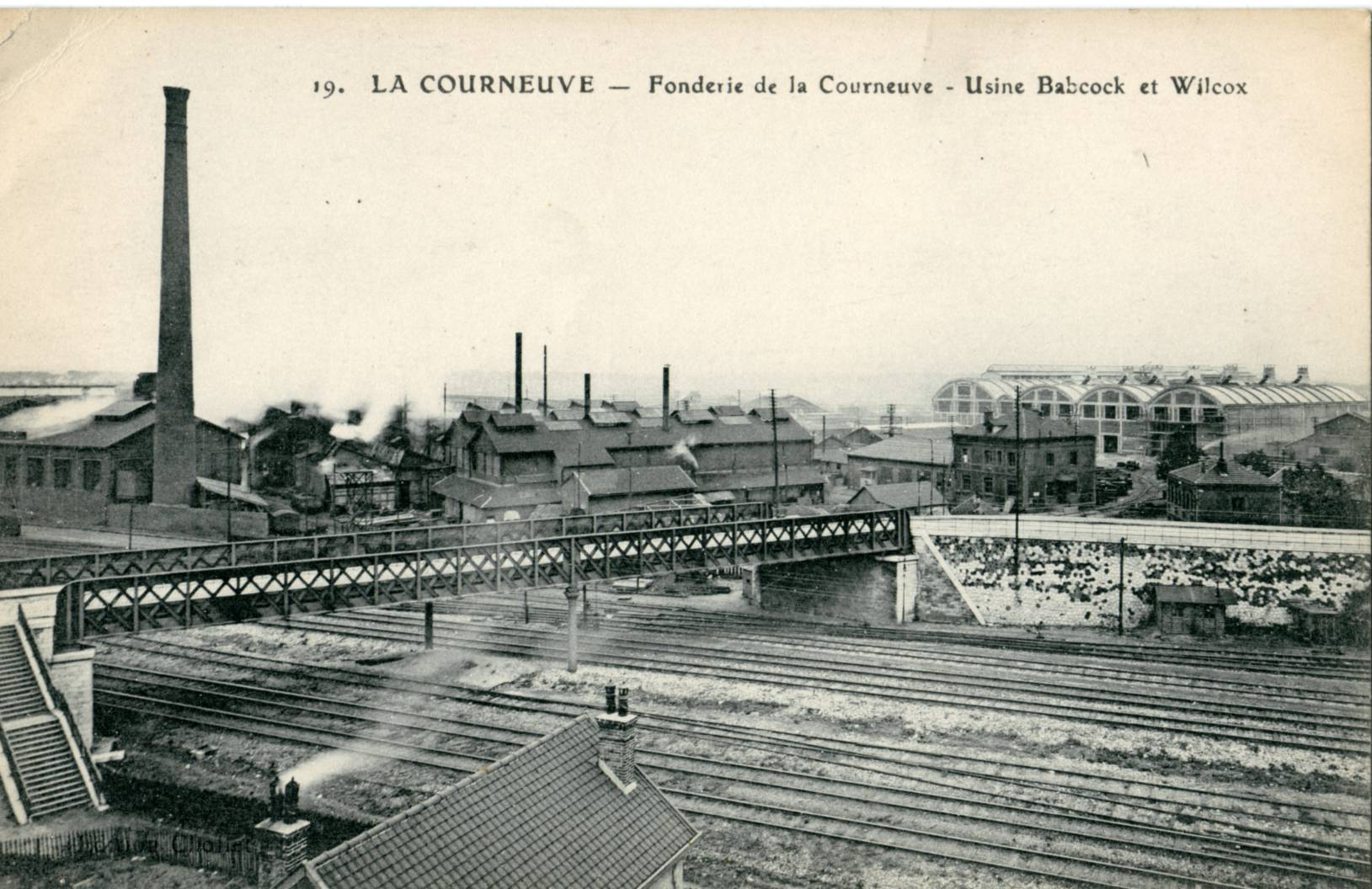
Fonderie Babcock & Wilcox.
La proximité du chemin de fer a permis le développement de l'industrie lourde.

Les 35 000 m2 de l'ancienne entreprise de chaudières industrielles Babcock & Wilcox (en activité de 1898 à 1996 sur ce site), qui employa jusqu'à 1 390 ouvriers en 1947, forme une friche industrielle bordée par l'A86 à la limite d'Aubervilliers.
Trois maires de la ville ont travaillé à Babcock : James Marson, Jean Houdremont et Gilles Poux.
Avant sa reconversion, le site était utilisé pour des opérations évènementielles comme des tournages audiovisuels ou des lancements de produits. En 2013, l'arrivée d'un centre fiduciaire de la Banque de France est actée sur la moitié de l'emprise du site. Inauguré officiellement en novembre 2018, la partie fiduciaire très automatisée ne compte que 120 personnes pour une entrée en activité en mai 2019 et remplace quatre autres sites franciliens. La partie administrative est forte de 160 personnes, dont une partie pour l'accueil du public, notamment les personnes en difficultés financières.
Celui-ci inclut le maintien d'un édifice remarquable de 1923 de trois étages, surélevé d’un niveau en 1929, représentatif du mouvement moderne du Bauhaus. Il accueillera la direction nationale de la Banque de France chargée de la politique fiduciaire. Le site étant enclavé, il constitue un point de blocage entre le quartier de la Gare, à l’ouest, et celui des Quatre-Routes, à l’est, une rue transversale sera donc ouverte pour les relier. Les 30 000 m2 d'anciennes halles seront consacrés aux métiers de la culture et de la création. Le projet prévoit la construction de logements, d’équipements, d’espaces publics, d’industries culturelles et créatives.

### Habitat et logement
En 2018, le nombre total de logements dans la commune était de 16 129, alors qu'il était de 14 656 en 2013 et de 13 708 en 2008.
Parmi ces logements, 95,1 % étaient des résidences principales, 0,8 % des résidences secondaires et 4,2 % des logements vacants. Ces logements étaient pour 14,5 % d'entre eux des maisons individuelles et pour 83,8 % des appartements.
La commune est marquée par la présence importante du logement social : en 2008, elle comptait 6 231 logements sociaux, soit 48,1 % du parc des résidence principales. Ce nombre s'est proportionnellement légèrement réduit, passant en 2018 à 7 037 logements, soit un pourcentage de 45,9 %, évolution sans doute liée à la mise en œuvre du programme national de renouvellement urbain conventionné avec l'ANRU
Le tableau ci-dessous présente la typologie des logements à la La Courneuve en 2018 en comparaison avec celle de la Seine-Saint-Denis et de la France entière. Une caractéristique marquante du parc de logements est ainsi une proportion de résidences secondaires et logements occasionnels (0,8 %) inférieure à celle du département (1,1 %), et encore plus à celle de la France entière (9,7 %). Concernant le statut d'occupation de ces logements, 25 % des habitants de la commune sont propriétaires de leur logement (26,6 % en 2013), contre 38,8 % pour la Seine-Saint-Denis et 57,5 pour la France entière.
| Typologie                                               | La Courneuve | Seine-Saint-Denis | France entière |
| ------------------------------------------------------- | ------------ | ----------------- | -------------- |
| Résidences principales (en %)                           | 95,1         | 93                | 82,1           |
| Résidences secondaires et logements occasionnels (en %) | 0,8          | 1,1               | 9,7            |
| Logements vacants (en %)                                | 4,2          | 5,9               | 8,2            |

## Toponymie
La zone est un endroit marécageux mille ans avant notre ère. Les quelques habitants y occupent un bourg de manière clairsemée. Au XIIe siècle,  l'abbé Suger de Sainct-Denys y fait construire un manoir abbatial, ce qui attire de nouveaux villageois qui s'installent autour de la nouvelle construction. Avec ce regain de population, le bourg prend le nom de Curia Nova ou bien Curtis Nova, La Courneuve.
Parmi les noms que la localité prend au fil des siècles, on trouve trace écrite de Curia nova (en l'an 1223), Curtis nova (XIIIe siècle), La Courtneufve (1333) et Court Neuve (1374).

### Odonymie
Aux anciens noms de voies traditionnelles (comme la route de Flandre ou le chemin de Bondy, qui désignaient les actuelles avenue Paul-Vaillant-Couturier et rue de la Convention ; rue de Crèvecœur du nom d'un hameau sur la route d'Aubervilliers), se sont substitués des noms donnés par le conseil municipal. Les noms de rues les plus anciens datent de 1818 : Jollois, Chabrol et Villot. En 1905, l'anticléricalisme est honoré avec une voie en l'honneur du Chevalier de La Barre. Après la Seconde Guerre mondiale, plusieurs lieux reçoivent de la part de la municipalité communiste des noms de résistants : Jean-Moulin, Maryse-Bastié, Lacazette, Lepilleur, etc. En 1969, la route de Saint-Denis est renommée avenue Lénine pour le centenaire de la naissance du fondateur du marxisme-léninisme et de la Révolution bolchevique. Le nom du cosmonaute soviétique Youri Gagarine est donné à la Maison de l'enfance. De manière générale, la ville honore de nombreuses personnalités révolutionnaires (Louise Michel), socialistes d'avant 1920 (Jean Jaurès), ou communistes (Paul Vaillant-Couturier, Suzanne Masson, etc.). Dans les années 1980, on honore Nelson Mandela, Dulcie September, rejoints dans les années 2000 par Rosa Parks. En 1989, le nom de Valmy est donné à une voie le long de l'A86.

## Histoire

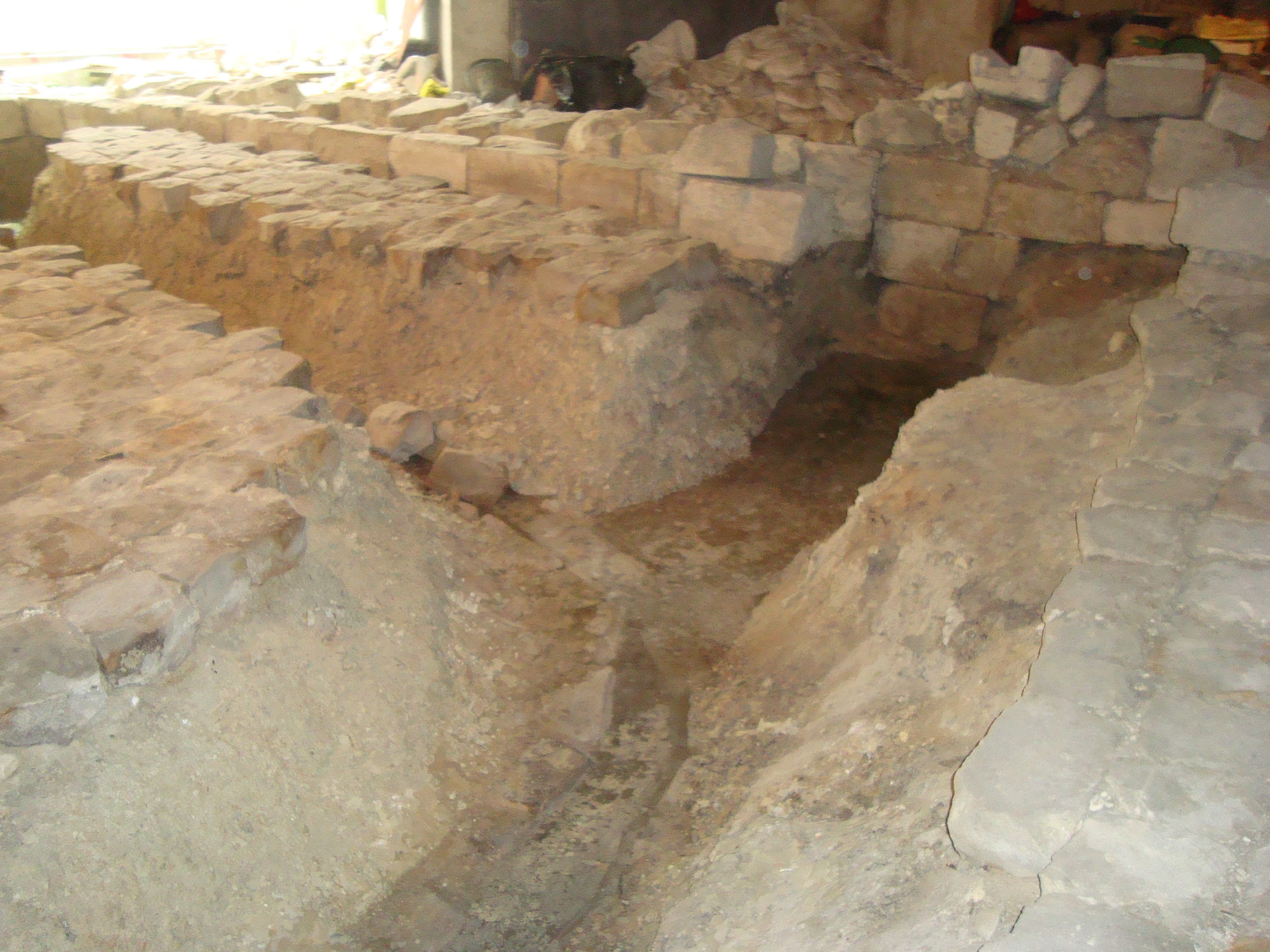
Vestiges de l'abreuvoir de la Prévoté.

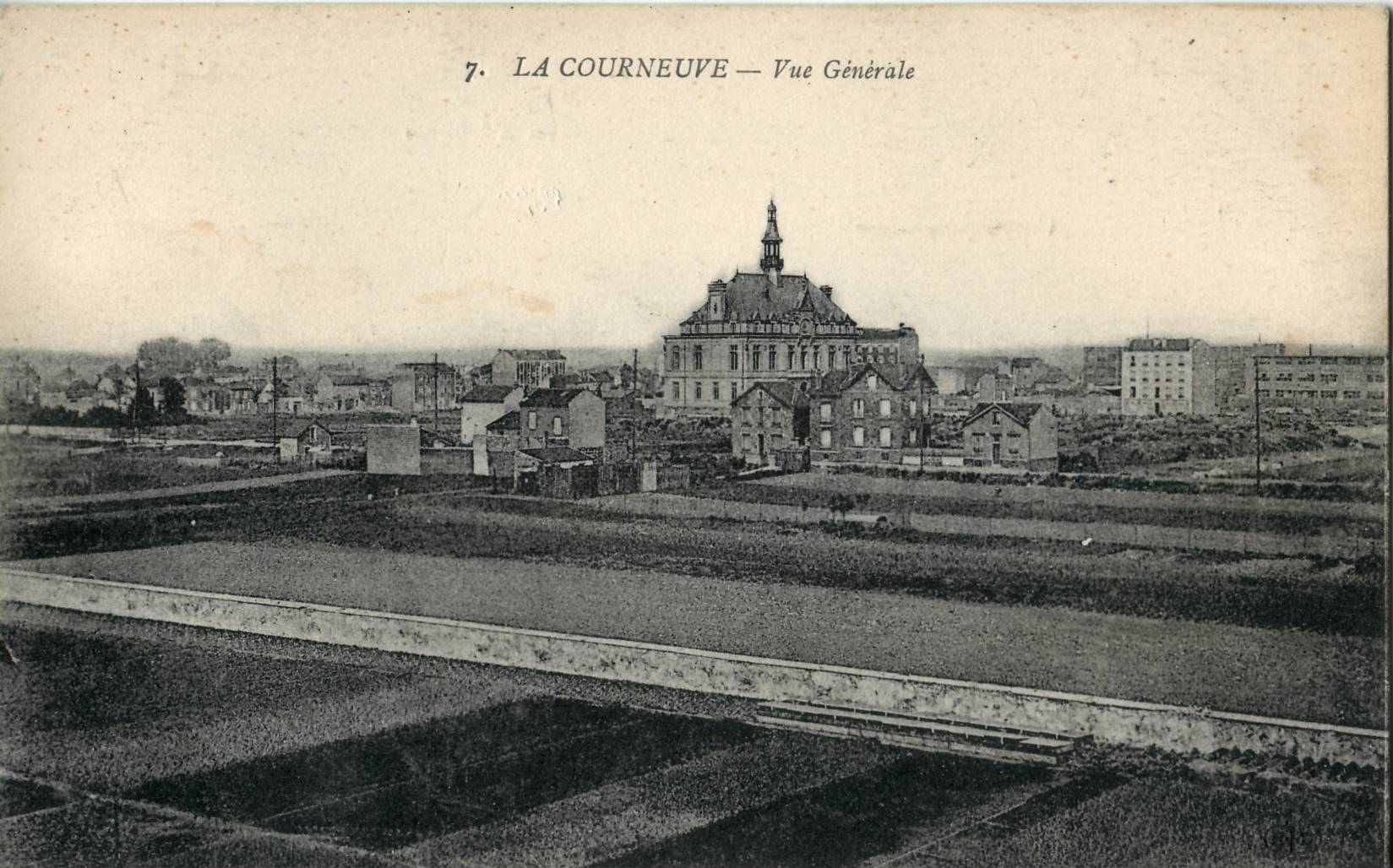
La Courneuve, avant la Première Guerre mondiale
La nouvelle mairie est entourée de champs, d'immeubles faubouriens. Les usines ne sont pas visibles sur ce cliché, mais ont déjà une grande importance pour la commune

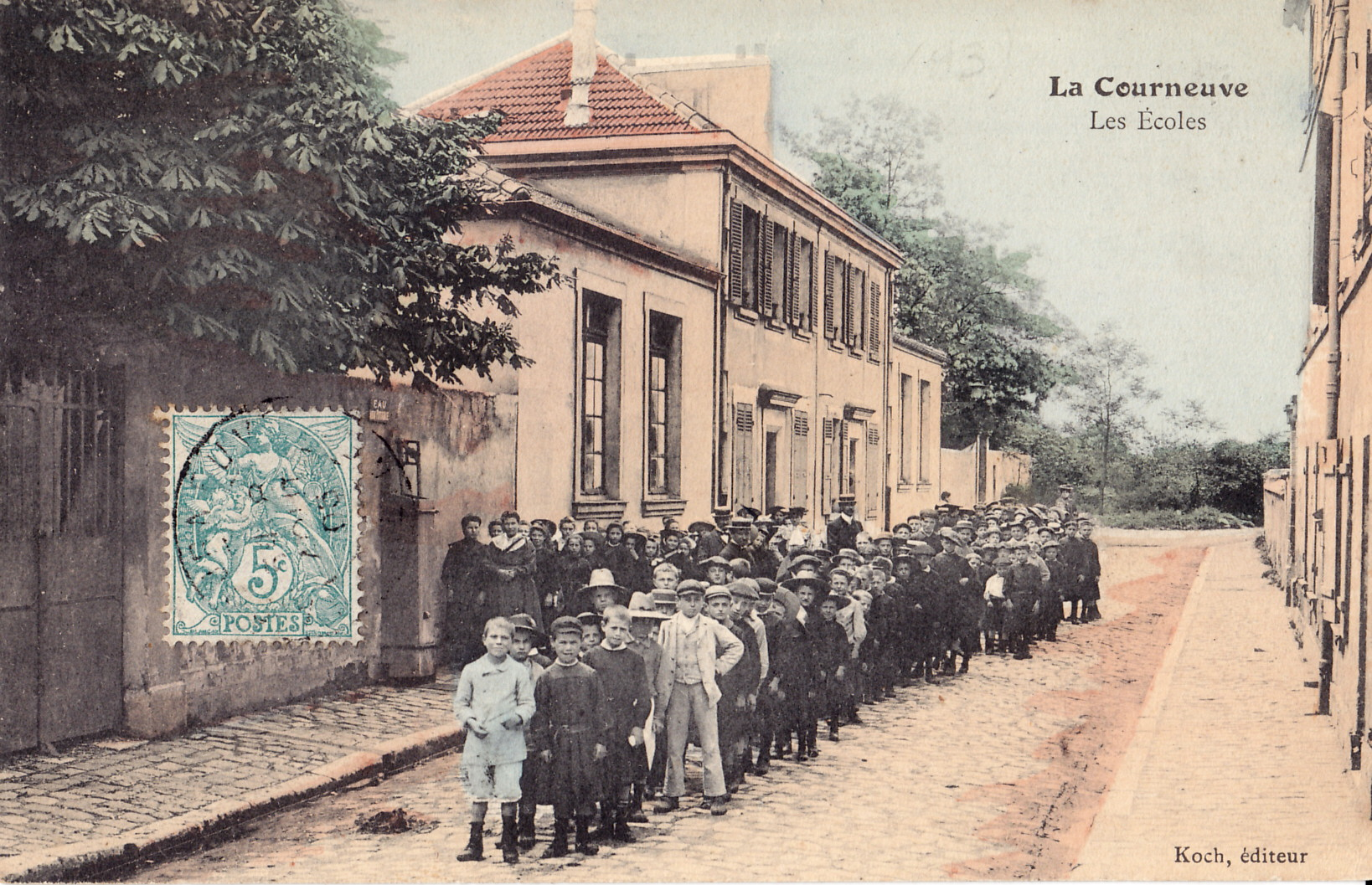
Enfants devant les écoles, vers 1905.

### Du Moyen Âge à l'époque moderne: le village agricole
Au Moyen Âge, le village s'est constitué autour de trois foyers de peuplement. Tout d'abord le peuplement s'agrégea au haut Moyen Âge autour de l'église Saint-Lucien, située vers l'actuel carrefour des Six-Routes et qui donna son nom primitif au village. La chapelle dédiée à saint Lucien vient contremarquer au haut Moyen Âge la fontaine miraculeuse Saint-Lucien. La chapelle est peut-être placée là, avant que ne soit trouvé le tombeau de saint Denis qui est tourné vers elle. La fontaine est située au bord de la Mer attestée par la Vieille Mer, canal de drainage que l'abbaye de Saint-Denis fait creuser pour faire disparaître la mer (vieille), inquiétant lieu de rassemblement païen. Ce sont des Francs qui sont venus à la chapelle Saint-Lucien garder la fontaine guérisseuse des aveugles.
Au XIIe siècle, l'Abbé Suger de Saint-Denis, fonde un petit manoir seigneurial où le prévôt rendait justice. Suger affectionnait Saint-Lucien et raconte tous les embellissements, les plantations de vignes qu'il se plaisait lui-même à diriger. Un village de paysans se développe autour du manoir (rues Chabrol, Villot et Edgar Quinet).
C'est au XIIIe siècle que ce village se nomma Courneuve, du latin cvria nova ou cvrtis nova, "nouveau domaine".
Enfin un troisième foyer de peuplement se développa certainement au XIVe siècle à Crèvecœur. Le hameau s'est développé le long de la route d'Aubervilliers, en avant du pont sur le ru de Montfort, aujourd'hui recouvert, mais qui marque encore la limite communale entre La Courneuve et Aubervilliers (rue de Crèvecœur).

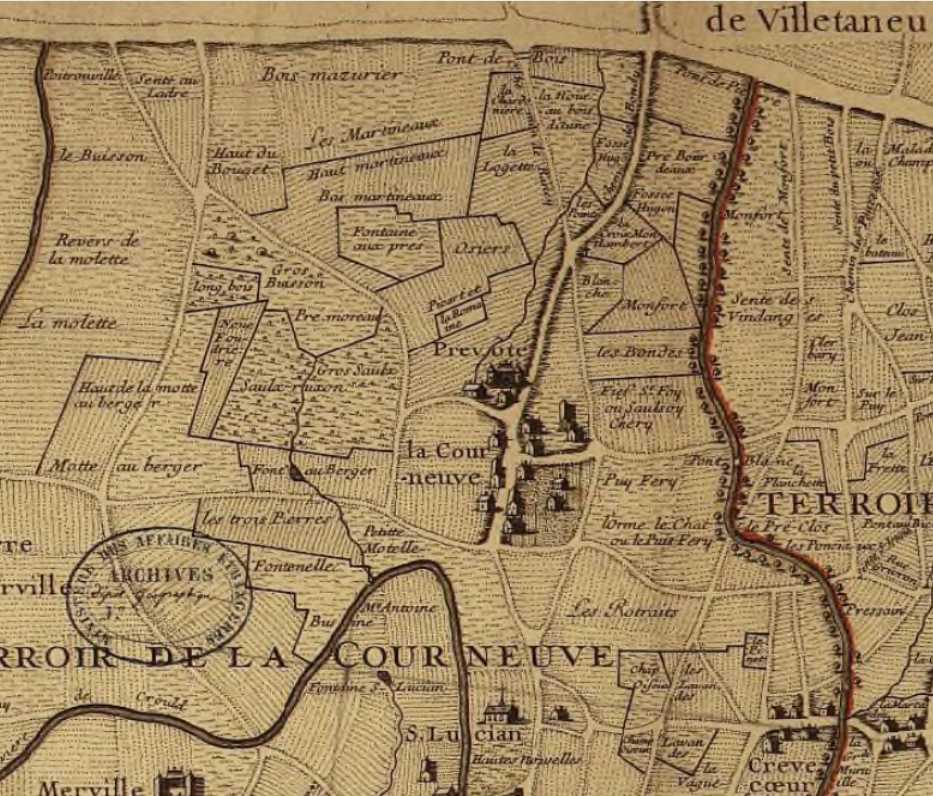
Le terroir de La Courneuve en 1707

En 1882, sur les 760 hectares de superficie de la commune, 754 sont consacrés aux cultures, dont 540 au maraîchage.
Mais, en 1896, l'activité industrielle est également significative : une serrurerie d’art et fabrique de grillage mécanique occupe 150 ouvriers et une teinturerie de coton occupe 50 ouvriers et ouvrières. Le bourg est habité par 1 789 habitants. L'habitat est alors constitué de 576 maisons (dont 78 de deux étages et 26 de plus de deux étages) soit 515 logements, auxquels s'ajoutent 23 ateliers et 35 magasins ou boutiques. L'activité agricole se poursuit jusque dans les années 1960 avant de céder la place à l'urbanisation.

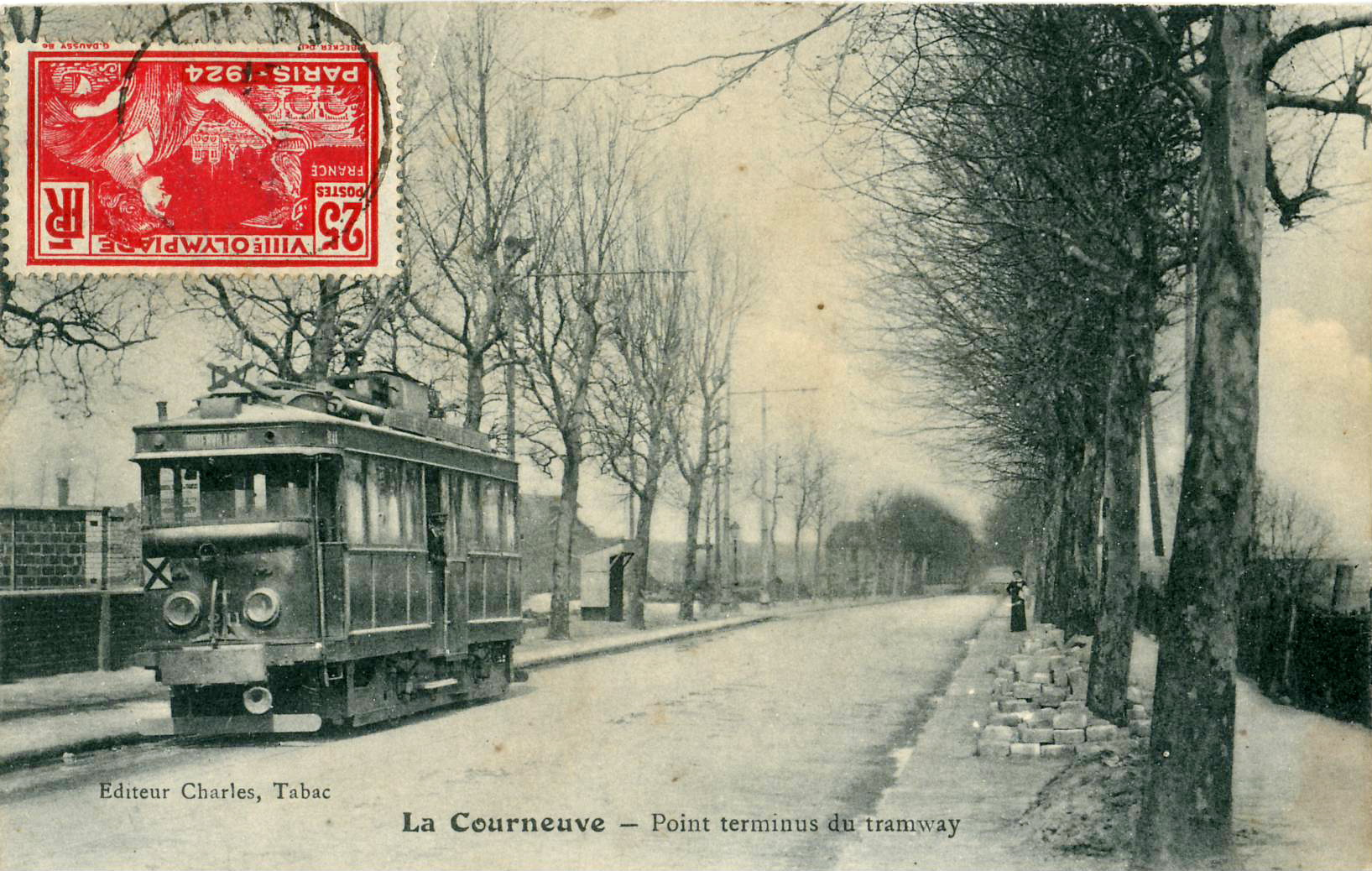
La Courneuve était desservie, dans les années 1920, par des lignes de l'ancien tramway parisien, bien avant la création de la ligne T1, en 1992.
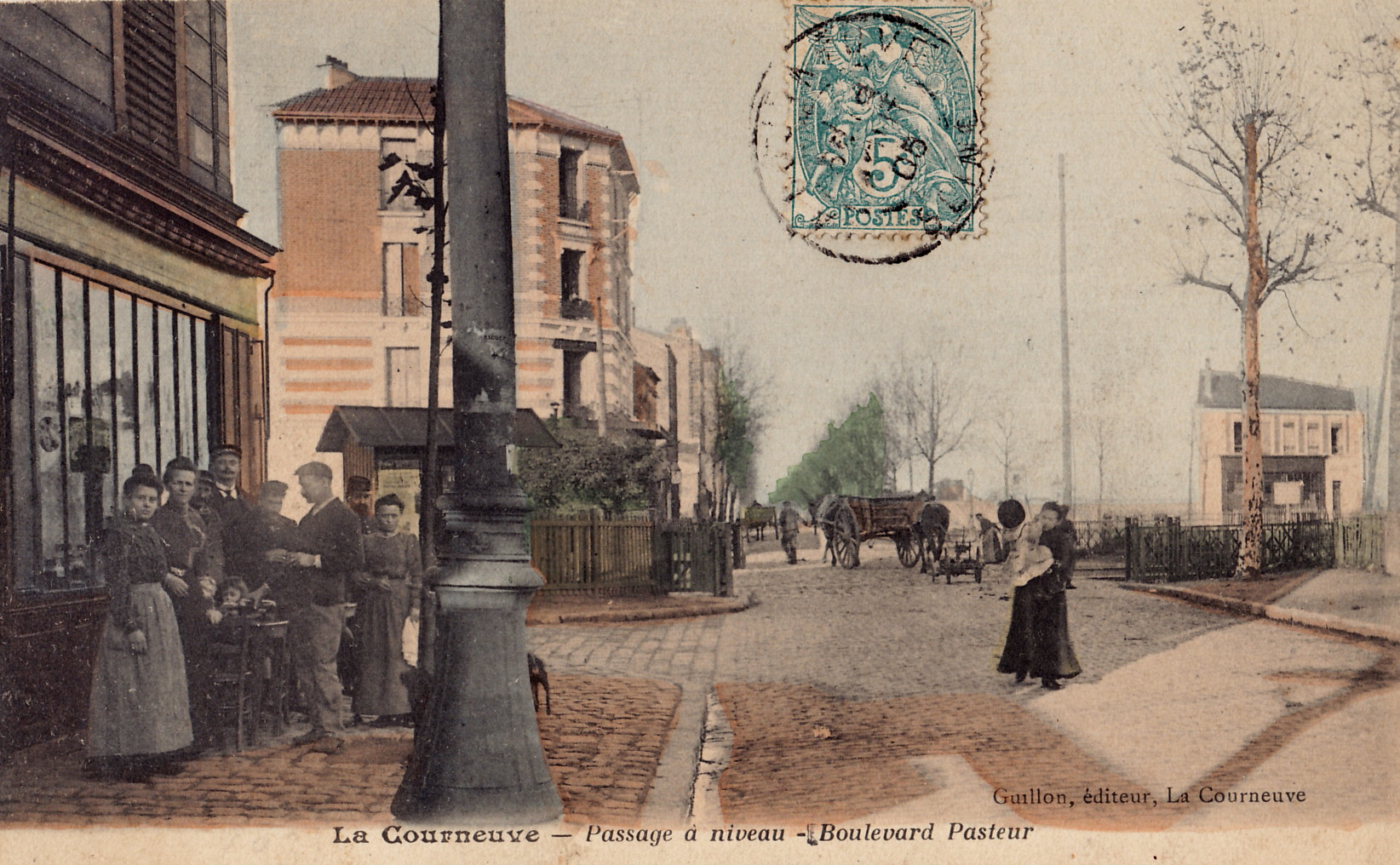
Le passage à niveau du boulevard Pasteur vers 1904, à l'époque où il ne passait pas encore sous les voies ferrées.
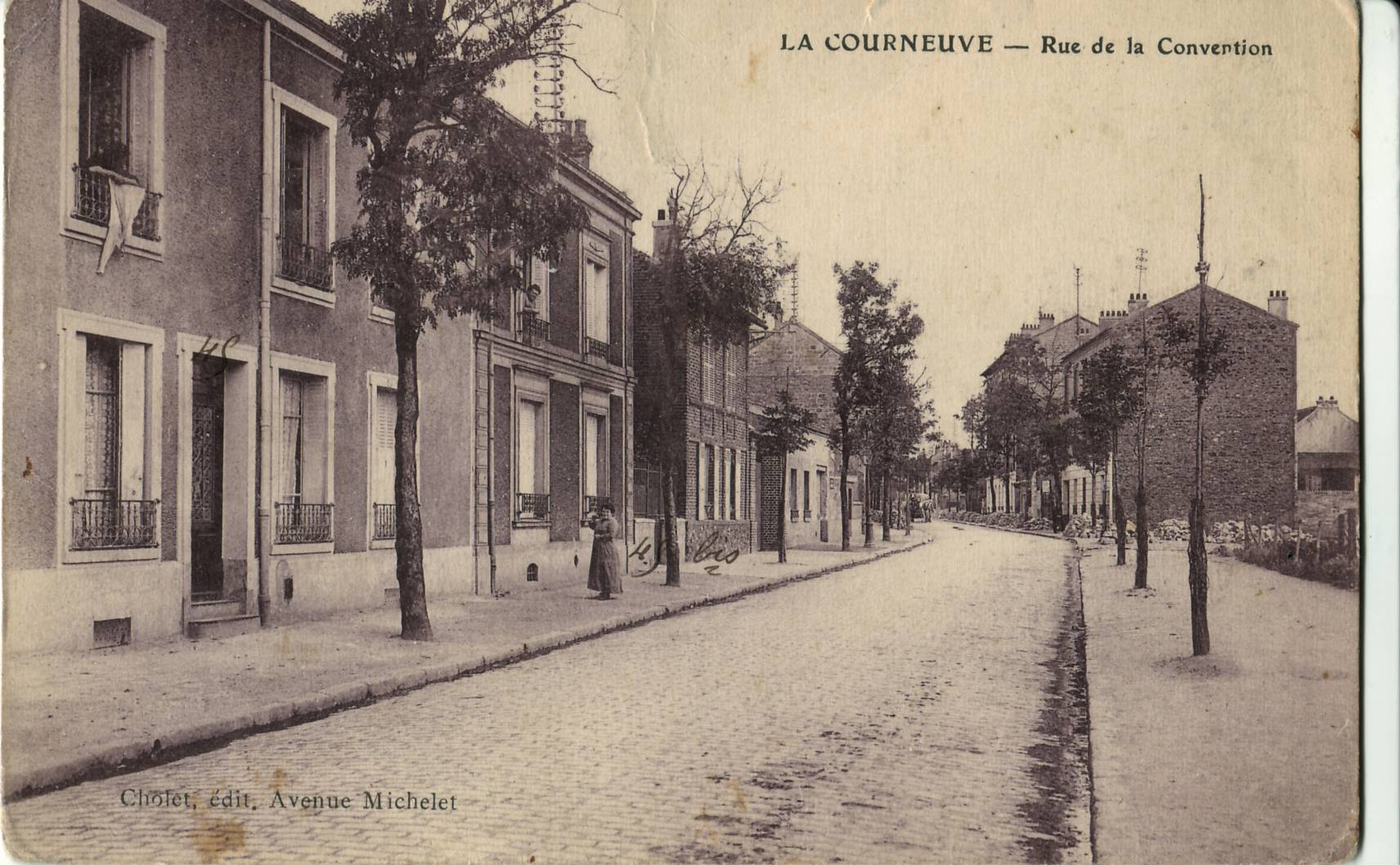
La rue de la Convention, avant la Première Guerre mondiale.
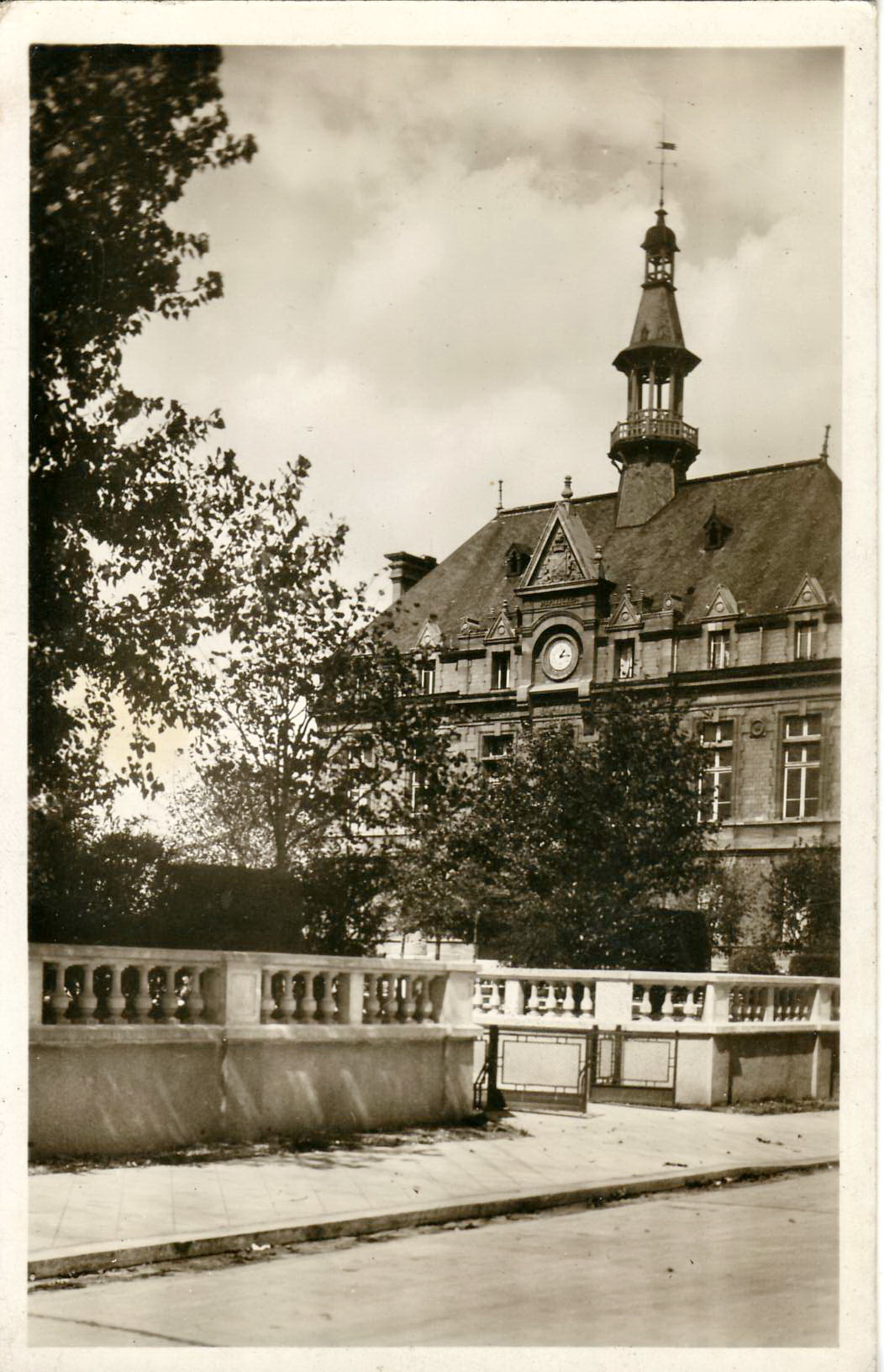
La mairie, dans les années 1930.
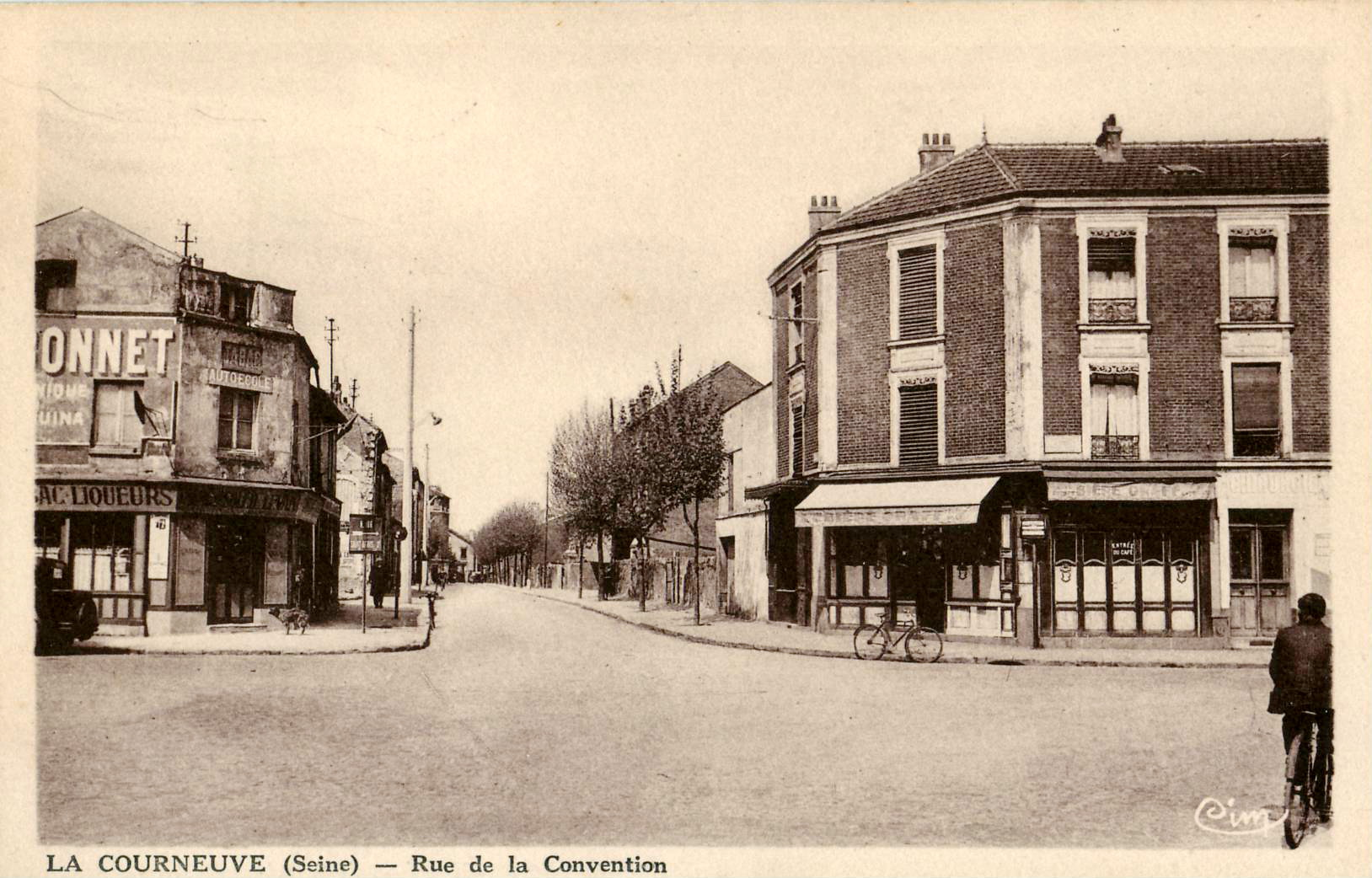
La rue de la Convention dans l'entre-deux-guerres.
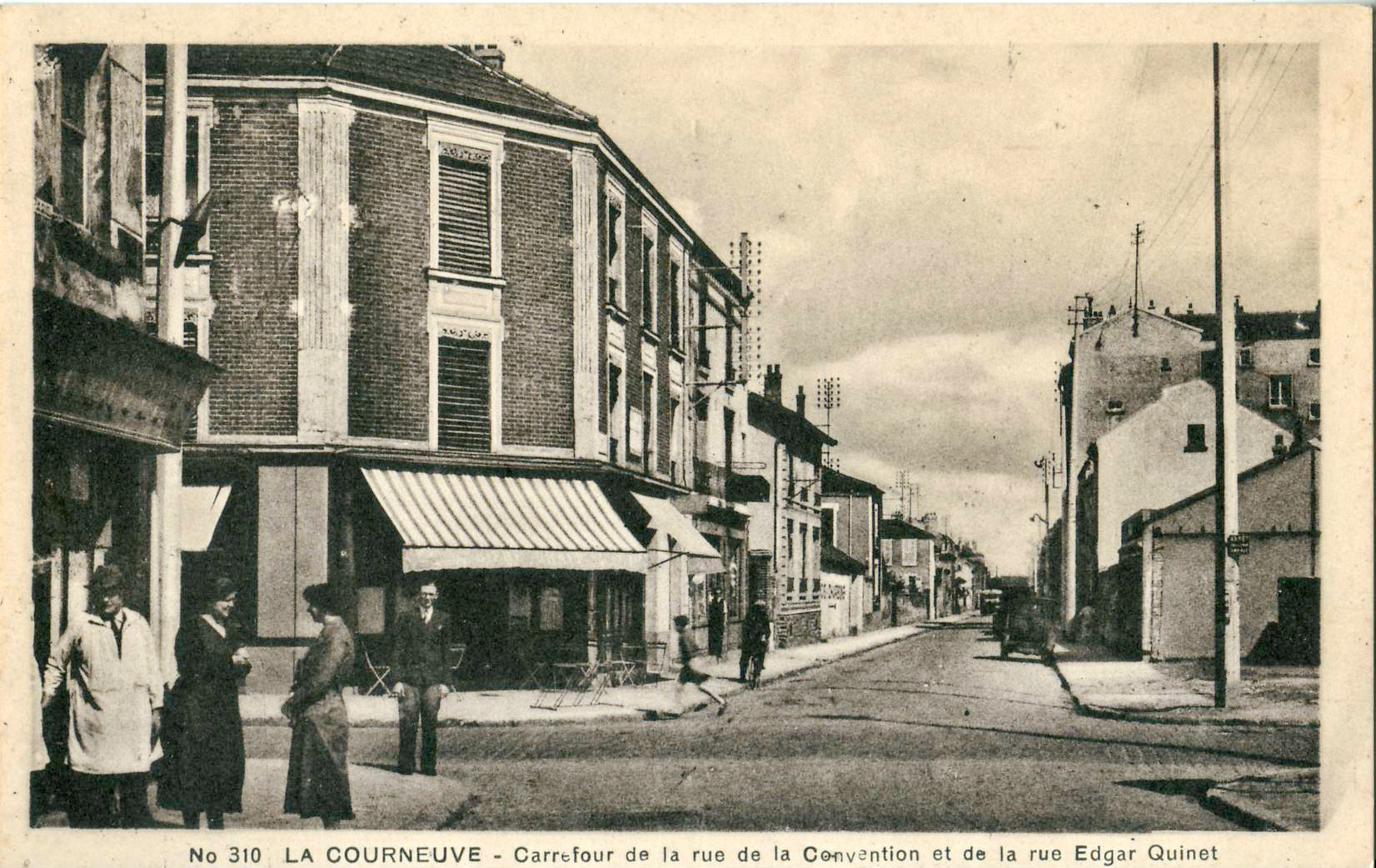
Vue du même carrefour de la rue Edgar-Quinet, à la même époque.
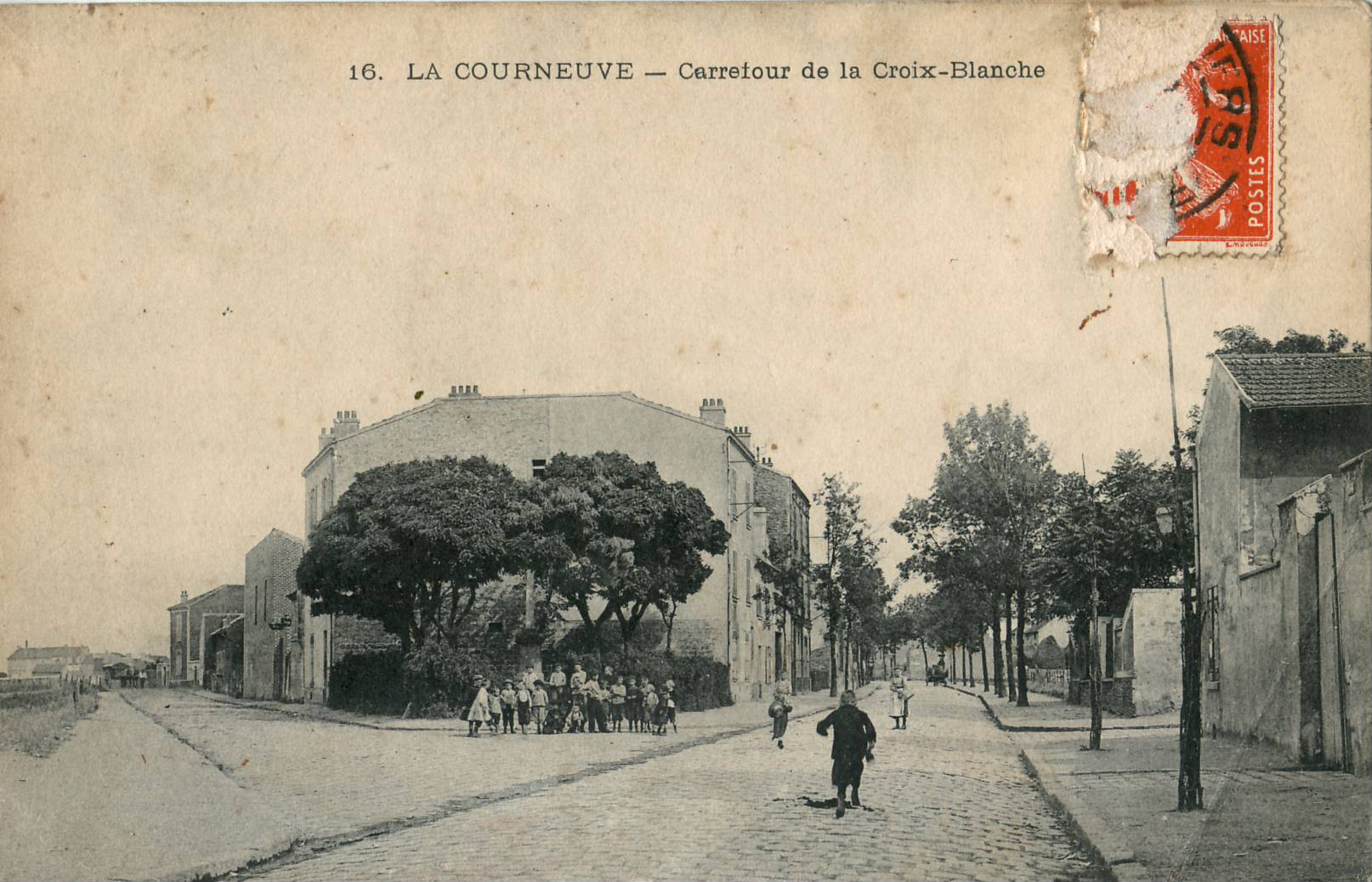
Le carrefour de la Croix-Blanche, avant la Première Guerre mondiale.

### Grande industrie (1850–1950)

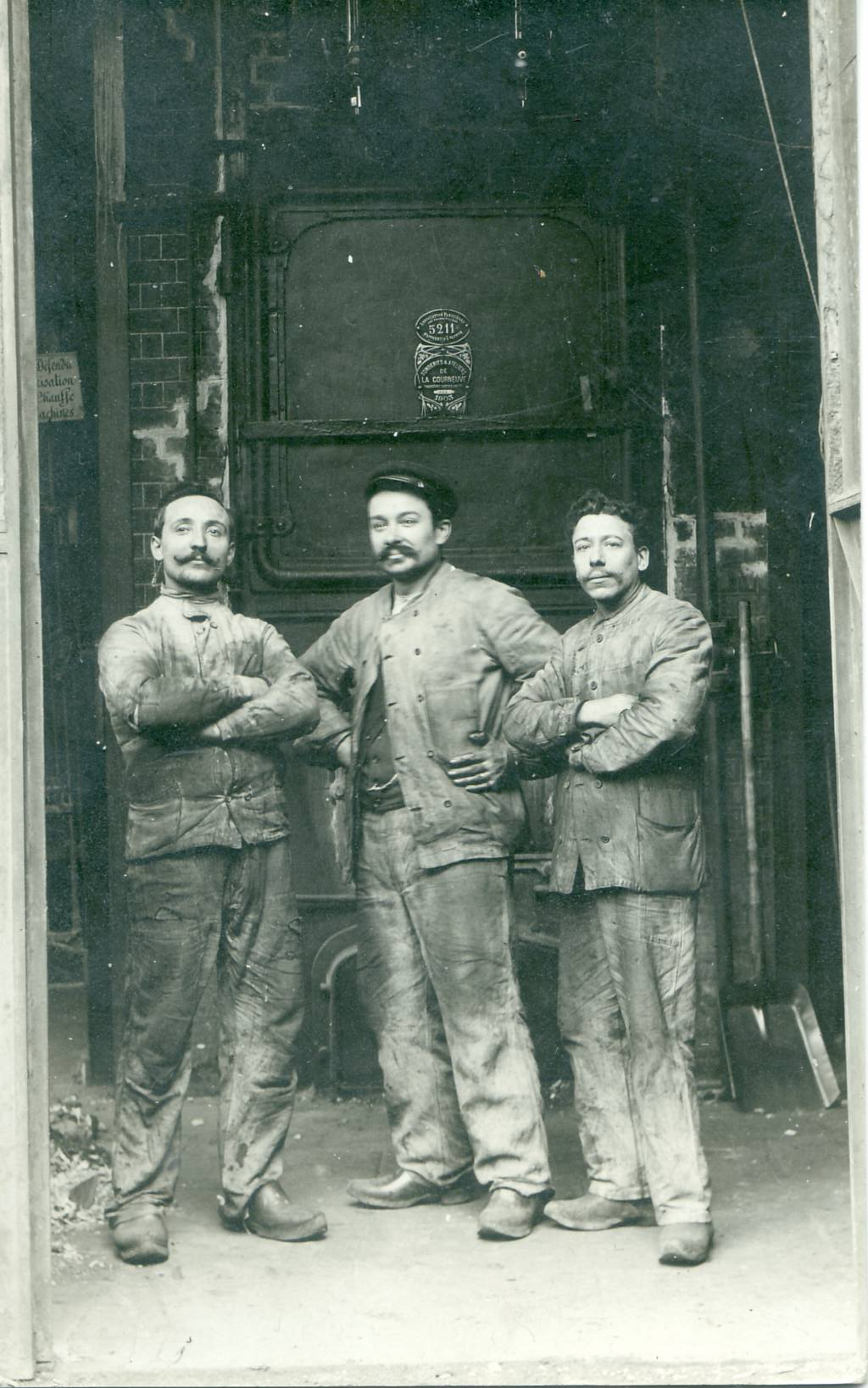
Ouvriers des Fonderies et Ateliers de La Courneuve.

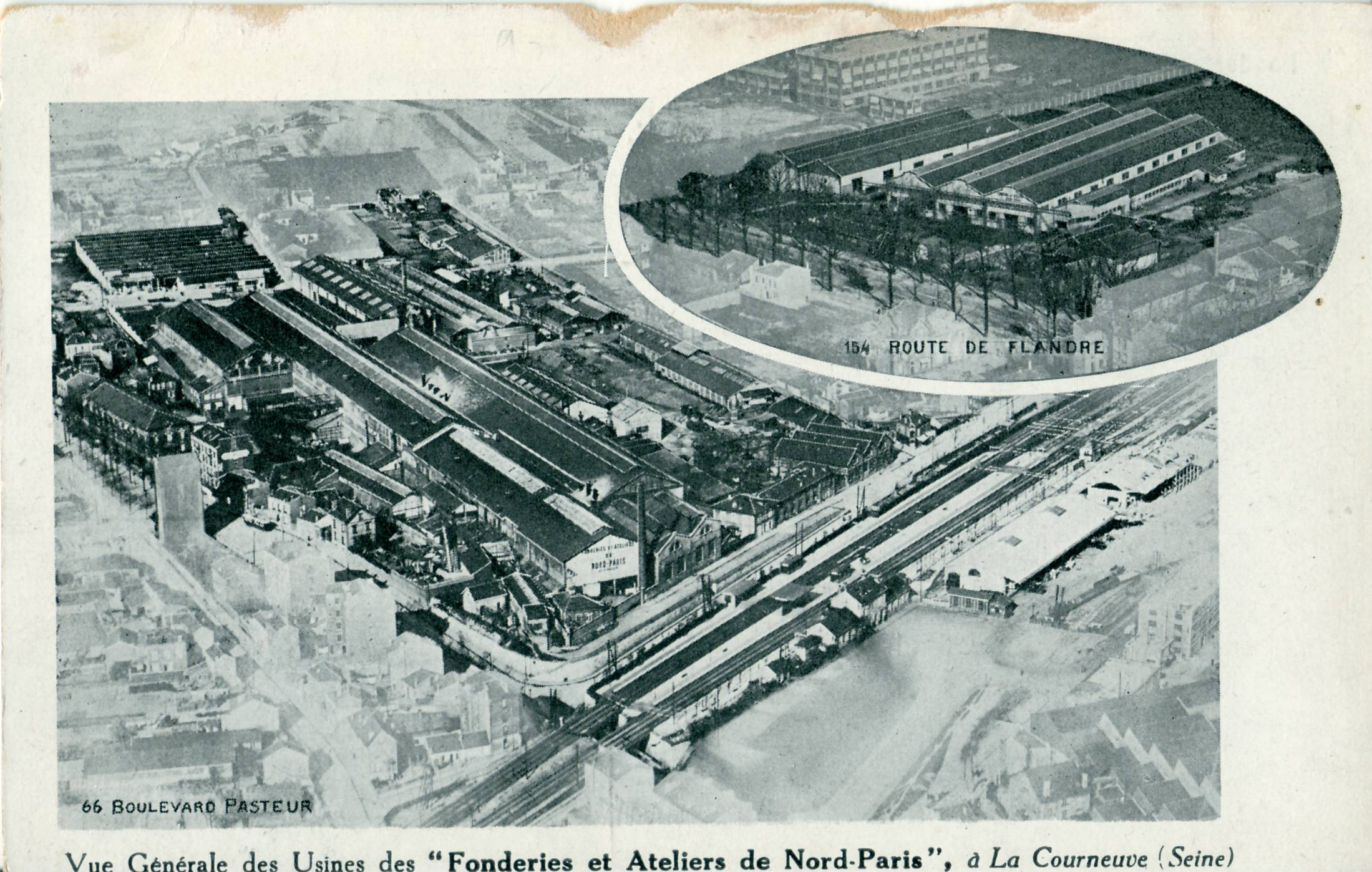
Une des nombreuses industries de La Courneuve au début du XXe siècle (Fonderies et Ateliers de Nord-Paris).

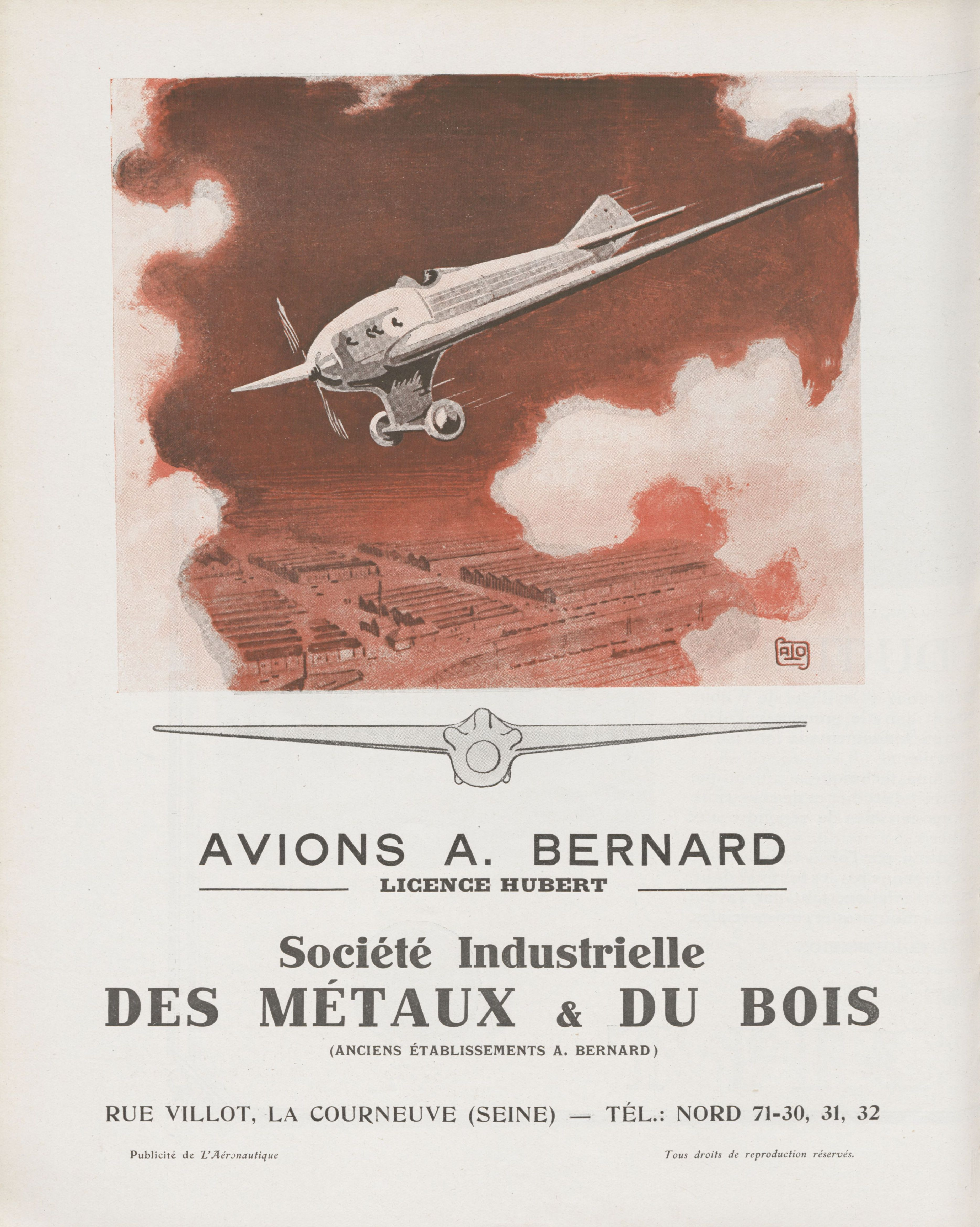
Société des Avions Bernard, licence Hubert à la Courneuve (1917-1936).

En 1863, l’entreprise Rigal s’installe sur l’ancienne route de Flandre. Elle fabrique du noir de fumée. C’est la première activité industrielle de La Courneuve. L’entreprise sera achetée en 1935 par la ville, les bâtiments démolis et l’emplacement transformé en square. La fête foraine des Quatre-Routes s’y tiendra de 1944 à 1960.
La création d’industries importantes se développe sur une grande échelle à partir de 1885, telles que Rateau (turbines à gaz et à vapeur) en 1904, A. Johnson et fils (machines-outils) en 1907 ou Mécano (outils coupants) en 1914. Mais c’est la Première Guerre mondiale qui va juxtaposer, à la plaine légumière, un énorme parc industriel, en s’appuyant sur le passage du chemin de fer.
La Courneuve est alors un haut lieu de l’industrie nationale, qui subira de plein fouet la désindustrialisation de l'Île-de-France dans les années 1970-1990.
En 1923, le président Raymond Poincaré décore la commune de la Croix de guerre 1914-1918 et la cite à l'ordre de l'armée à la suite de la catastrophe du 15 mars 1918 : quinze millions de grenades, entreposées dans le dépôt militaire de la route de Flandres, explosent, faisant 24 morts et de nombreux blessés.

### La Seconde Guerre mondiale
Sous l'occupation allemande, les syndicalistes forment la base d'une Résistance active, avec notamment Suzanne Masson ; le 15 août 1944, une attaque permet aux résistants de récupérer un camion de mitraillettes, utilisées par les FFI.
La ville est la cible de plusieurs bombardements alliés en 1943, mais surtout en août 1944. Le 12 avril, un bombardement fait 11 morts ; le 10 août, une attaque ciblant un dépôt d'essence allemand fait 8 morts et détruit des centaines d'habitations (123 totalement, 350 partiellement).

## Politique et administration

### Rattachements administratifs et électoraux
Jusqu’à la loi du 10 juillet 1964, la commune faisait partie du département de la Seine. Le redécoupage des anciens départements de la Seine et de Seine-et-Oise fait que la commune appartient désormais à la Seine-Saint-Denis à la suite d'un transfert administratif effectif le 1er janvier 1968.
La commune est le bureau centralisateur du canton de La Courneuve. Avec le redécoupage cantonal de 2014 en France, ce canton recouvre désormais, en plus de La Courneuve, les communes de Dugny et du Bourget.

### Intercommunalité
La commune a adhéré à la communauté d'agglomération Plaine Commune le 1er janvier 2005, à la suite d'un référendum local.
Dans le cadre de la mise en œuvre de la volonté gouvernementale de favoriser le développement du centre de l'agglomération parisienne comme pôle mondial est créée, le 1er janvier 2016, la métropole du Grand Paris (MGP), dont la commune est membre.
La loi portant nouvelle organisation territoriale de la République du 7 août 2015 prévoit également la création de nouvelles structures administratives regroupant les communes membres de la métropole, constituées d'ensembles de plus de 300 000 habitants, et dotées de nombreuses compétences, les établissements publics territoriaux (EPT).
La commune a donc également été intégrée le 1er janvier 2016 à l'établissement public territorial Plaine Commune, qui succède à la communauté d'agglomération éponyme.

### Tendances politiques et résultats

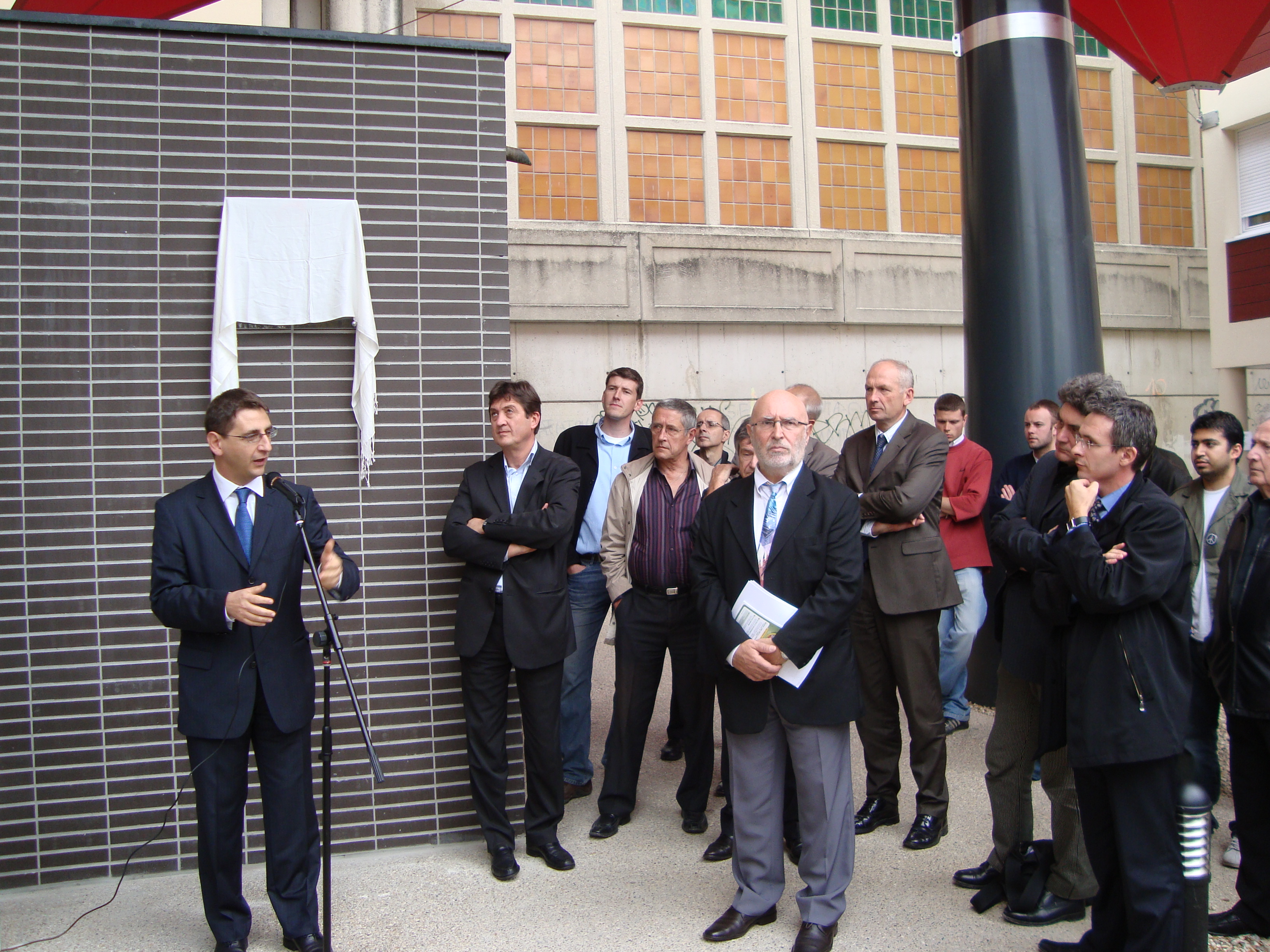
Gilles Poux (au centre) entouré de Daniel Goldberg (au micro) et de Stéphane Troussel (à droite).

La Courneuve est une ville ancrée à gauche (64 % pour Ségolène Royal au second tour de la présidentielle de 2007, 75,3 % pour François Hollande en 2012, 44,4 % pour Jean-Luc Mélenchon au premier tour de l'élection présidentielle de 2017) très identifiée au PCF, notamment depuis la tenue de la fête de l'Humanité au parc de La Courneuve. Pourtant, le PCF n'y a pas dominé la vie politique même si, dès la Libération, un maire communiste est élu en la personne de Maurice Léonard. Puis Renée Lehut défit de nouveau le PCF avec une alliance de la SFIO, du MRP et de dissidents PCF. Ce n'est qu'en 1953 que le PCF reprit la mairie avec une liste intitulée « Parti socialiste unifié » (sans rapport avec le futur PSU de Michel Rocard), puis son propre nom avec Jean Houdremont, James Marson et Gilles Poux.
L'Union de la gauche s'est maintenue avec toutefois un certain rééquilibrage au profit du Parti socialiste à partir de 2002 (22 % à Lionel Jospin contre 10 % à Robert Hue lors de la présidentielle de 2002) puis la perte, au profit du PS, du canton en 2004 et de la 3e circonscription lors des législatives de 2007.
Ces évolutions incitèrent le Parti socialiste à provoquer une primaire à gauche lors du premier tour des municipales de 2008. La liste PS, conduite par Stéphane Troussel, fut néanmoins battue par la liste du maire (PCF) sortant, Gilles Poux, par 36,67 % contre 46,92 % des suffrages exprimés, la liste UMP de Kamel Hamza ayant recueilli 16,41 % des suffrages exprimés. Refusant de se désister au profit de la liste de gauche arrivée en tête, Stéphane Troussel provoqua une triangulaire au second tour, qu'il perdit.
Le 16 mars 2008, la liste du maire sortant Gilles Poux (PCF) l'emporte de dix points, par 49,23 % contre 38,71 % à la liste de Stéphane Troussel (7 sièges) et 12,06 % celle de l'UMP Kamel Hamza (2 sièges). Lors des élections municipales de 2014, le Parti socialiste a renoncé à présenter une liste indépendante et a préféré s'allier avec le maire communiste sortant. Cette alliance a permis à ce dernier de l'emporter dès le premier tour avec 57,88 % des suffrages contre seulement 18 % à la liste d'union de la droite. Quatre autres listes divers gauche se sont présentées (dont une liste d'extrême-gauche) sans qu'aucune d'elle ne dépasse les 10 %.
Lors du premier tour des élections municipales de 2014 dans la Seine-Saint-Denis, la liste PCF-PS-EELV menée par le maire sortant Gilles Poux obtient la majorité absolue des suffrages exprimés, avec 3 361 voix (57,88 %, 32 conseillers municipaux élus dont 7 élus communautaires),devançant largement les listes menées respectivement par : 

- Kamel Hamza  (UMP, 1 055 voix, 18,17 %, 4 conseillers municipaux élus) ;

- Nabiha Rezkalla  (DVG, 459 voix, 7,90 %, 1 conseiller municipal élu) ;

- Samir Kherouni  (DVG, 402 voix, 6,92 %, 1 conseiller municipal élu) ;

- Albin Philipps  (DVG, 311 voix, 5,35 %, 1 conseiller municipal élu) ;

- Cécile Duchene  (LO, 218 voix, 3,75 %, pas d'élu).
Comme beaucoup de communes du département, La Courneuve connaît régulièrement des taux d'abstention élevés (près de 57 % d'abstention lors des élections municipales de 2014).
Lors du premier tour des élections municipales de 2020 dans la Seine-Saint-Denis, la liste PCF - PS - LFI - RDG menée par le maire sortant Gilles Poux obtient la majorité absolue des suffrages exprimés, avec 2 548 voix (64,42 %, 37 conseillers municipaux élus doint 1 métropolitain), devançant très largement les listes menées respectivement par : 

- Nabiha Rezkalla  (EÉLV - PRG - GRS - GÉ, 556 voix, 14,05 %, 3 conseillers municipaux élus) ;

-  Samir Kherouni  (UPR, 401 voix, 10,13 %, 2 conseillers municipaux élus) ;

- Amirdine Farouk (SE, 312 voix, 1 conseiller municipal élu) ;

- Marlène Ley  (LO, 138 voix, 3,48 %, pas d'élus).

Lors de ce scrutin, marqué par la pandémie de Covid-19 en France, 73,19 % des électeurs se sont abstenus.

Si le parti socialiste a pour l'instant échoué à conquérir la mairie, le canton de La Courneuve est détenu par Stéphane Troussel depuis 2004. Celui-ci est président du conseil départemental de la Seine-Saint-Denis depuis 2012.

### Démocratie participative
Depuis 1998 des « Comités des voisinages », puis le Conseil local de la jeunesse, les « Rencontres La Courneuve 2010 », le Conseil des Sages (pour les seniors), des Ateliers de Travail Urbain participent à l'ébauche d'une démocratie participative.
La municipalité a décidé de mener fin octobre 2021 un référendum local ouvert à tous les habitants âgés de plus de 16 ans, quelle que soit leur nationalité, sur deux thèmes : la 5G et la place de la voiture de la ville. Sans caractère légal, cette consultation sera considérée comme un succès si la participation atteint au moins 4 000 expressions sur un corps électoral estimé à 33 000 habitants, c'est-à-dire une participation comparable à celle des municipales 2020.

### Politique de développement durable
La ville a engagé une politique de développement durable en lançant une démarche d'Agenda 21 en 2003.

### Distinctions et labels
La Courneuve est une « Ville fleurie » : trois fleurs renouvelées depuis 2007.

### Jumelages
- Yako (Burkina Faso)
- Vitulazio (Italie)
- Prešov (Slovaquie)
- Ocotal (Nicaragua)

## Population et société

### Démographie
L'évolution du nombre d'habitants est connue à travers les recensements de la population effectués dans la commune depuis 1793. Pour les communes de plus de 10 000 habitants les recensements ont lieu chaque année à la suite d'une enquête par sondage auprès d'un échantillon d'adresses représentant 8 % de leurs logements, contrairement aux autres communes qui ont un recensement réel tous les cinq ans,.

En 2022, la commune comptait 47 086 habitants, en évolution de +10,83 % par rapport à 2016 (Seine-Saint-Denis : +4,67 %, France hors Mayotte : +2,11 %).
| 1793 | 1800 | 1806 | 1821 | 1831 | 1836 | 1841 | 1846 | 1851 |
| ---- | ---- | ---- | ---- | ---- | ---- | ---- | ---- | ---- |
| 555  | 499  | 530  | 502  | 584  | 589  | 586  | 572  | 572  |

| 1856 | 1861 | 1866  | 1872 | 1876 | 1881  | 1886  | 1891  | 1896  |
| ---- | ---- | ----- | ---- | ---- | ----- | ----- | ----- | ----- |
| 631  | 791  | 1 006 | 859  | 926  | 1 124 | 1 251 | 1 542 | 1 789 |

| 1901  | 1906  | 1911  | 1921  | 1926   | 1931   | 1936   | 1946   | 1954   |
| ----- | ----- | ----- | ----- | ------ | ------ | ------ | ------ | ------ |
| 2 200 | 2 742 | 3 341 | 5 646 | 10 297 | 15 780 | 17 390 | 16 609 | 18 349 |

| 1962   | 1968   | 1975   | 1982   | 1990   | 1999   | 2006   | 2011   | 2016   |
| ------ | ------ | ------ | ------ | ------ | ------ | ------ | ------ | ------ |
| 25 792 | 43 318 | 37 958 | 33 537 | 34 139 | 35 310 | 37 034 | 38 789 | 42 485 |

| 2021   | 2022   | - | - | - | - | - | - | - |
| ------ | ------ | - | - | - | - | - | - | - |
| 47 160 | 47 086 | - | - | - | - | - | - | - |

La population a fortement progressé à la fin des années 1950 et dans les années 1960, à la faveur de la construction de grands ensembles dont le quartier des 4000. Ils ont permis le relogement des habitants des bidonvilles, d'employés parisiens, de rapatriés d'Afrique du Nord, puis l'immigration africaine. Au cours des années 1980 et 1990, des immigrés asiatiques, chinois, pakistanais, tamouls sont arrivés en masse,.
Selon Michèle Tribalat, 65,3 % des jeunes de moins de 18 ans étaient d'origine étrangère (au moins un parent immigré) en 1999.

### Culture
On peut signaler : 
- Le centre des Archives diplomatiques du ministère des Affaires étrangères[85].
- Le centre culturel Jean-Houdremont, important équipement culturel (médiathèque, salle de spectacle) implantée dans le quartier des 4000. Sur son fronton se trouve une sculpture de René Collamarini ;

### Sports

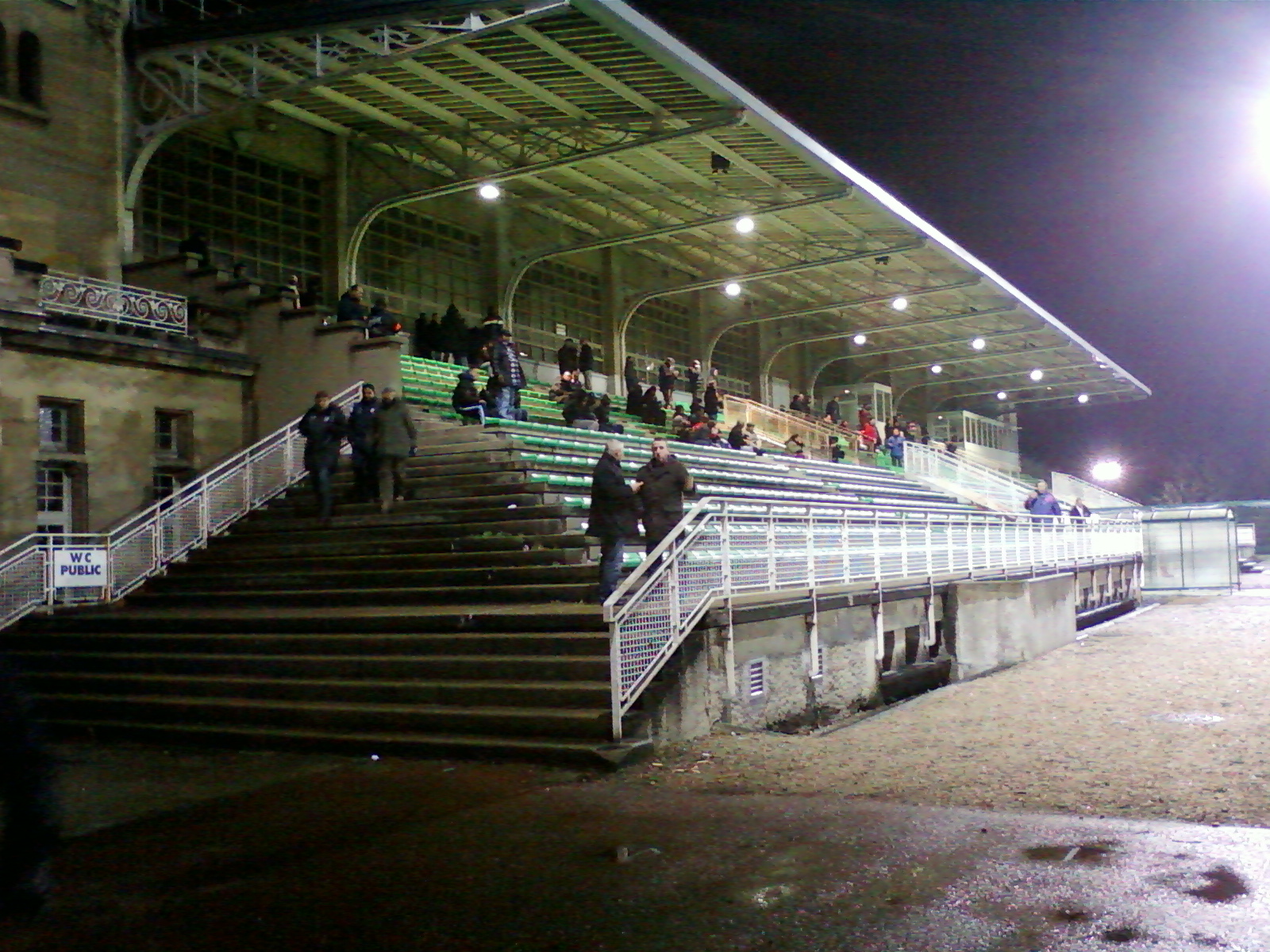
Vue de la tribune du stade principal du parc interdépartemental des sports de Marville.

Outre le parc Georges-Valbon (anciennement dénommé parc de La Courneuve), on peut notamment noter :
- Le dojo Docteur-Justice, ouvert le 31 mars 2007 ;
- La Maison des sports Tommie-Smith, ouverte le 17 mars 2007 et simultanément avec la rue Rosa Parks ;
- Le stade Géo-André ;
- Le parc interdépartemental des sports de Marville situé à cheval sur la commune et sur celle de Saint-Denis où se trouvent les centres de formation et d'entraînement du club de football parisien et audonien du Red Star ;
- Le stade Nelson-Mandela ;
- Centre sportif Béatrice-Hess.

Depuis 2004, la ville organise durant l'été l'opération La Courneuve plage calquée sur le modèle de Paris Plages
Le Flash de La Courneuve est un club français de football américain créé en 1984 avec l'appui de la municipalité, et comprenant 1 400 licenciés environ avec une section de flag (sport d'opposition sans contact dont les règles sont issues du football américain) et des cheerleaders. Le club, douze fois champion de France de football américain D1 (dont cinq consécutives), la dernière fois en 2022, participe à des compétitions internationales,.
La ville a hébergé depuis sa création en 1998 le siège de la Fédération internationale de football américain qui a pour vocation de gérer le football américain au niveau international. Depuis, le siège a été transféré à New York.

### Manifestations culturelles et festivités
La Courneuve est connue pour avoir accueilli de 1972 à 2021, dans le parc Georges-Valbon, la Fête de l'Humanité, rendez-vous annuel  populaire et militant  festif, culturel et politique du Parti communiste français qui ponctuait la rentrée politique française à gauche. L'édition 2022 a lieu sur l’ancienne base aérienne de Brétigny, en Essonne, afin de permettre les travaux nécessaires à l'aménagement du village des médias des Jeux olympiques d'été de 2024 à La Courneuve et Dugny,.

### Cultes
- Catholique
  - L’église Saint-Lucien
  - L’église Saint-Yves des Quatre-Routes de La Courneuve
  - La chapelle L'Emmanuel[91], construite en 1963 et rénovée en 2016.
- Pentecôtiste :  Paris Centre chrétien. Fondée en 1985 par le pasteur Selvaraj Rajiah, elle est une des plus grandes églises pentecôtistes de la région rassemblant près de 4 000 fidèles. En 2011, à la mort de son fondateur, sa veuve, Dorothée Rajiah, en devint le nouveau pasteur. Elle est affiliée, via la Communauté des Églises d'expressions africaines en France (CEAF) à la Fédération protestante de France[92].
- Orthodoxe
  - église des Trois-Saints-Hiérarques (47 rue Georges Politzer)[93],[94]
- Islam 
  - rue Présov
  - Le siège national de l'UOIF est situé rue de la Prévôté.
- Hindouisme

### Cimetières
La Courneuve compte deux cimetières : 
- Cimetière intercommunal de La Courneuve, qui s'étend de part et d'autre de l'avenue Waldeck-Rochet (RD 114) et est utilisé par les communes d'Aubervilliers, La Courneuve, Drancy et Bobigny. Il compte un cimetière musulman.
- Le vieux cimetière de La Courneuve, à l'angle de la Rue de la Convention et de l'avenue Henri-Barbusse[95]. Très ancien, on y a retrouvé des sarcophages en plâtre, datant du Moyen-Âge et de l'époque mérovingienne[96].

## Économie

### Revenus de la population et fiscalité
En 2010, le revenu fiscal médian par ménage était de 21 089 €, ce qui plaçait La Courneuve au 29 096e rang parmi les 31 525 communes de plus de 39 ménages en métropole.
En 2013, seulement 36,2 % des ménages sont imposables.
La même année le taux de pauvreté s’élève à 41,7 % pour la commune (contre 27,8 % pour le département de la Seine-Saint-Denis),. Le taux de chômage atteint 27 % en 2019 (43 % chez les 15-24 ans) et certains services publics sont menacés.

### Entreprises et commerces

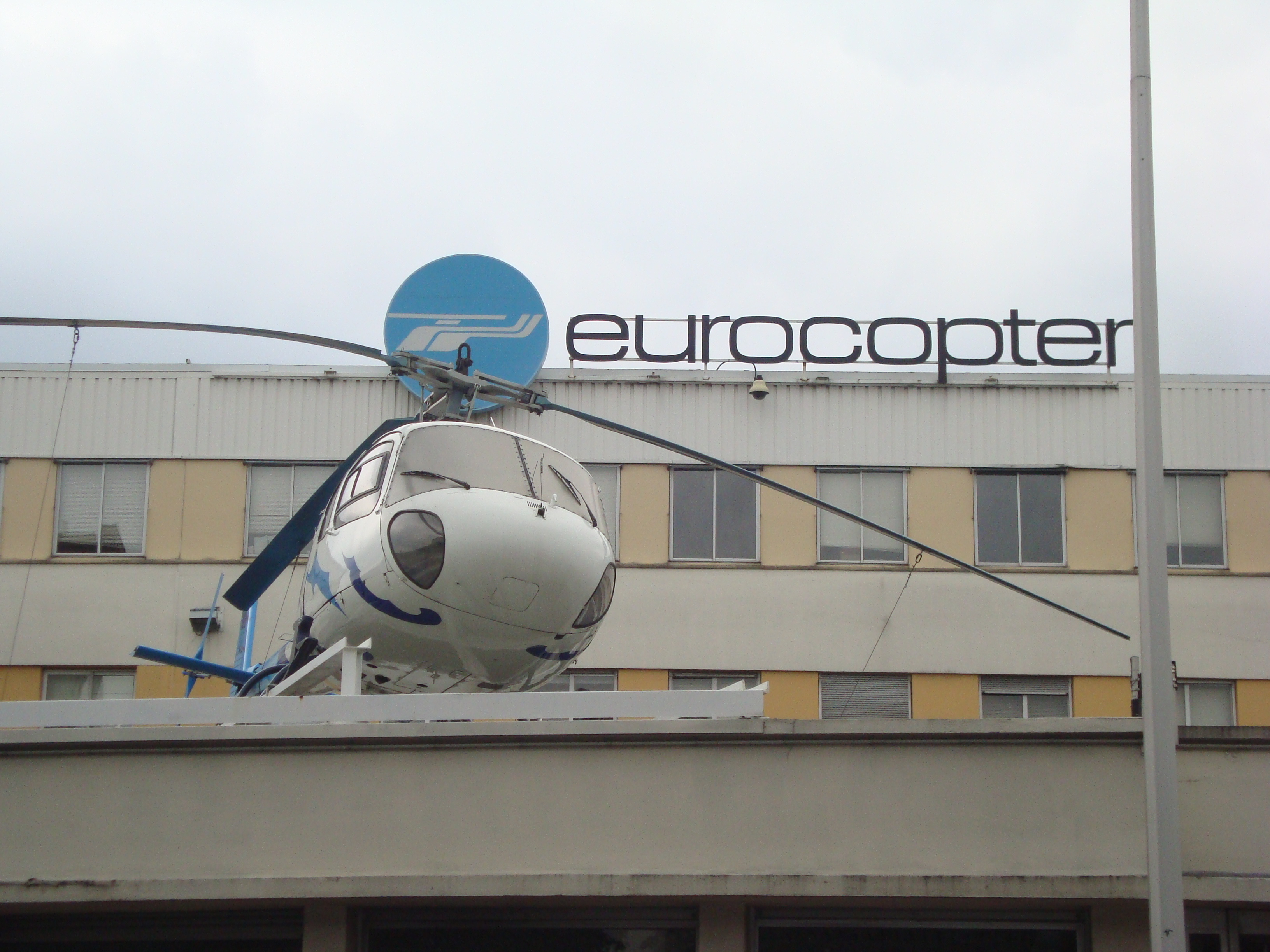
Le site Airbus Helicopters de La Courneuve en 2010.

En 2004, 14 213 emplois sur la ville étaient recensés et 766 entreprises dans le secteur privé. Si les habitants de la ville vivent dans la pauvreté, la ville elle-même dispose d'un potentiel fiscal non négligeable avec une zone industrielle à cheval sur la ville et Le Bourget et des implantations diffuses dans la ville. Toutefois, plusieurs grandes entreprises industrielles ont fermé, comme Babcock, Meccano, Champagnole… quand d'autres ont fortement réduit leurs effectifs (Alstom-Rateau). L'usine d'abrasifs Norton (groupe Saint-Gobain), à la limite entre la ville et Le Bourget, a fermé ses portes vers 2005.
Les anciens locaux de Babcock sont reconvertis en 2016-2018 et accueillent un des principaux centres fiduciaires de la Banque de France,.
Le principal employeur privé de la ville était l'entreprise Airbus Helicopters, comptant sur place près de 850 salariés. L'entreprise annonce en 2010 son intention de s'installer à Dugny en 2016. Toujours dans l'aéronautique, le groupe Zodiac compte un site dans le quartier des Quatre-routes.
Parmi les autres grandes entreprises de la ville, on peut noter : le site d'embouteillage d'Orangina (l'Européenne d'embouteillage), KDI (métallurgie), le transporteur UPS... En plus du groupe de recyclage Paprec, qui a son siège dans la ville, La Courneuve abrite de nombreuses éco-entreprises assurant le recyclage et de traitements des déchets (Derichebourg, Descours & Cabaud pour le négoce de métaux, casses automobiles...). À l'instar des communes voisines, des centres de données s'implantent : un premier en 2013 rue Rateau et un second doit s'installer sur l'espace libéré par Airbus Helicopters,.
Dans le champ des activités commerciales, une filiale de commercialisation de produits métallurgiques dépendant du groupe Klöckner emploie près de 200 salariés sur son site courneuvien. Les activités de recherche développement, les activités informatiques et les activités d'ingénierie prennent une place grandissante dans l'économie locale : l'informatique emploie désormais plus de 140 salariés, tandis que les activités d'ingénierie occupent près de 1 100 salariés. Les services aux entreprises présentent d'ailleurs la particularité locale d'être majoritairement des services de haut niveau de qualification, puisque les activités juridiques, comptables, le marketing et la publicité, les activités de conseil emploient plus de salariés. Un peu plus de 500 salariés sont employés dans ce secteur sur les segments moins qualifiés du travail temporaire, de la sécurité et du nettoyage.
Une pépinière d'entreprises est installée dans le quartier de la Tour, et héberge des entreprises innovantes depuis 2005.
La commune dispose d'un réseau de chaleur géothermique depuis 1982, d’une puissance totale de 48 mégawatts, soit l’équivalent de l'apport en chaleur, pour le chauffage et l’eau chaude sanitaire pour 6 500 logements.

## Culture locale et patrimoine

### Lieux et monuments

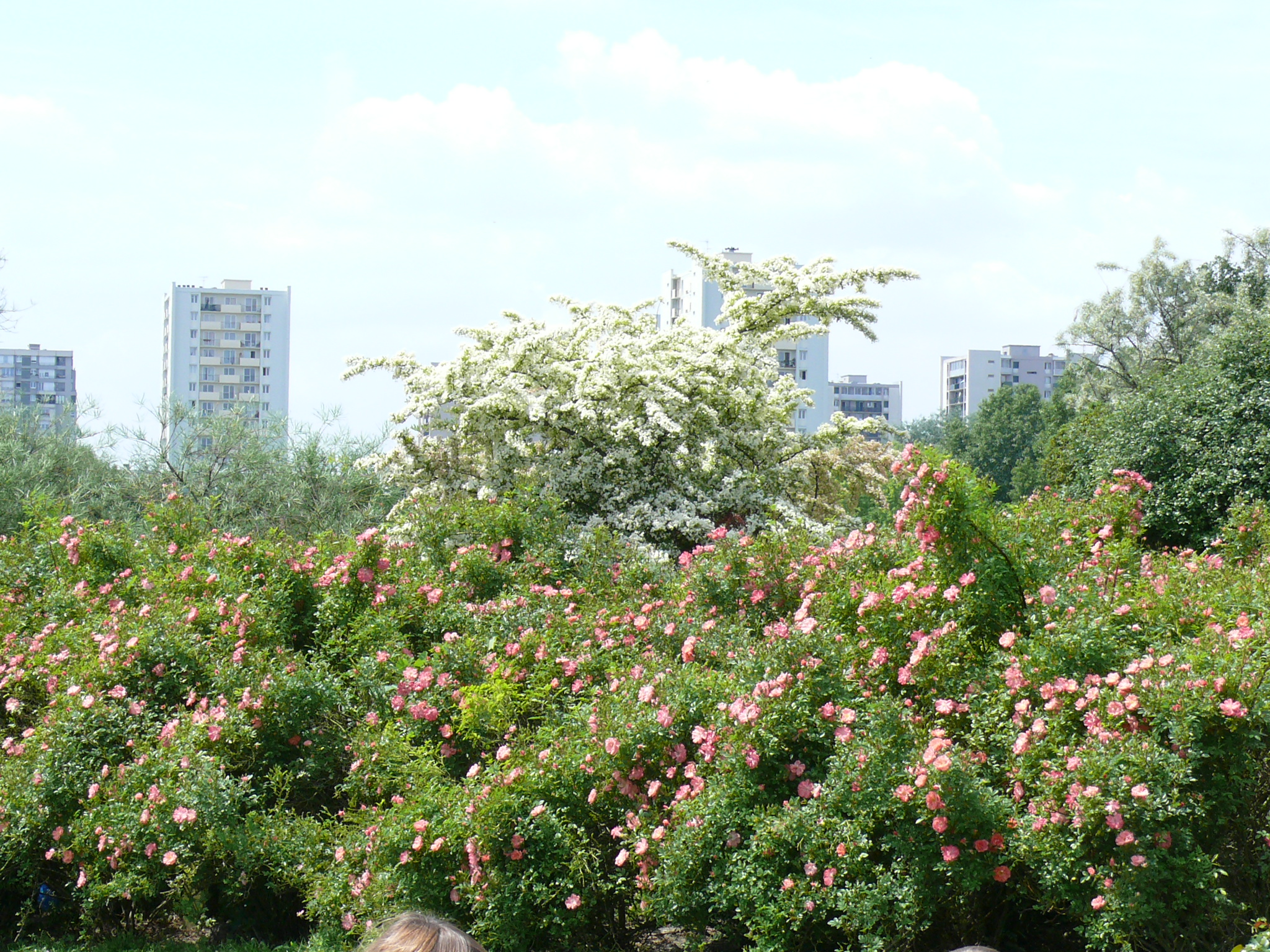
Le parc Georges-Valbon.

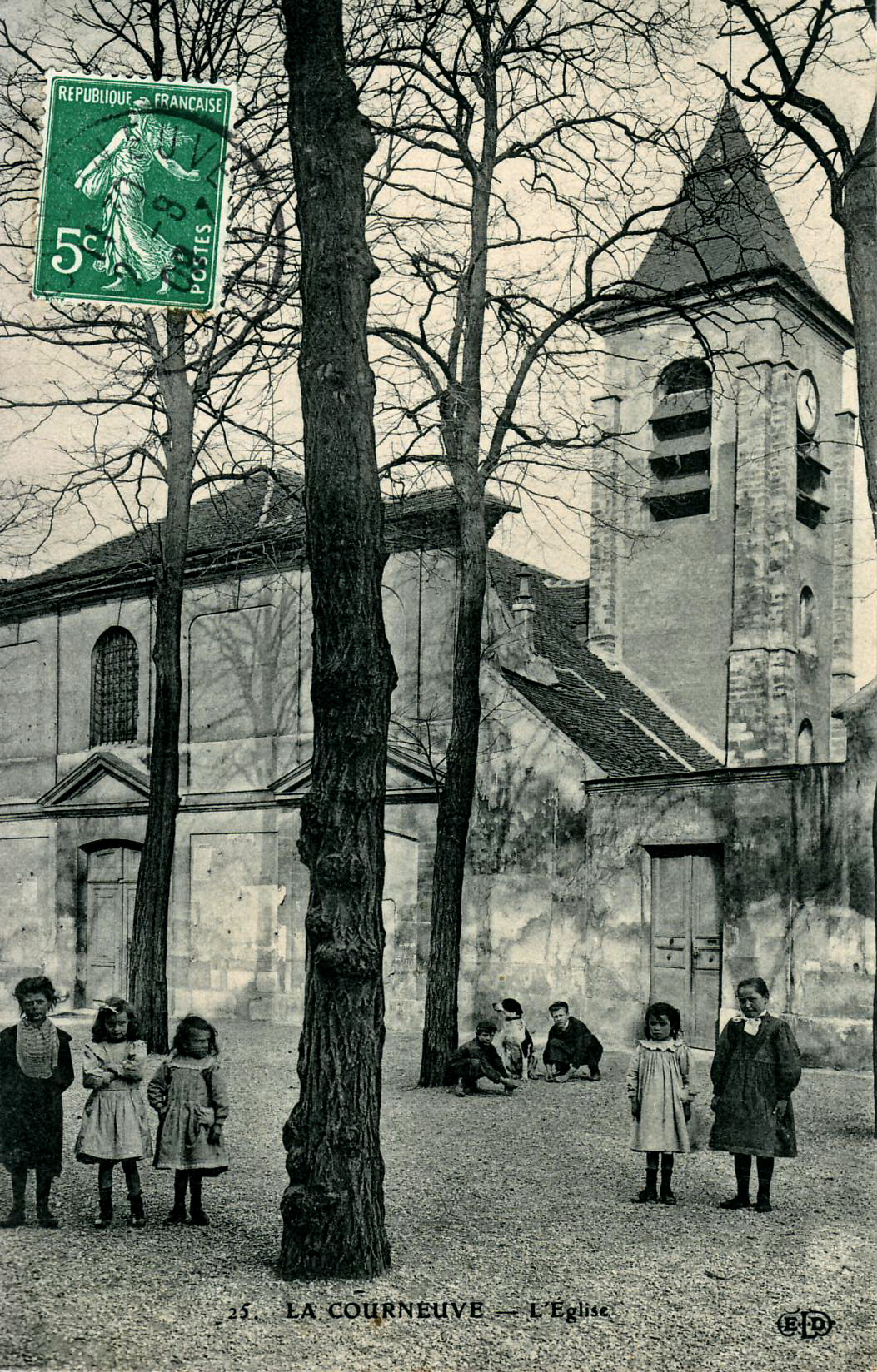
L’église Saint-Lucien au tout début du XXe siècle.

- L’église Saint-Lucien du XIIe siècle se trouvait autrefois au centre du village. Ayant été détruite par les huguenots, elle a été reconstruite en 1580 et se constitue d’un édifice à trois nefs ; une crypte conserve des sarcophages mérovingiens[109]. Avec le réaménagement urbain, elle se trouve désormais isolée près du carrefour des Six-Routes.
- L’église Saint-Yves des Quatre-Routes de La Courneuve est édifiée en 1930-1933 selon les plans des architectes Bridet et Robert, dans le cadre de l’Œuvre des Chantiers du Cardinal vouée à édifier des églises dans les quartiers nouvellement urbanisés encore dépourvus de lieux de culte catholiques.
- Le Mémorial de la Résistance de Shelomo Selinger au carrefour des Quatre-Routes, groupe sculpté inauguré en 1987, se trouve juste à la sortie de la station de métro 8 mai 1945 et des stations de la ligne 1 du tramway d'Île-de-France.
- Le Musée des cultures légumières présente depuis 1982 le patrimoine agricole de la ville ainsi que les techniques de la culture maraîchère de plein champ, dans une ancienne ferme, 11 rue de l’Abreuvoir (fermé).
- Le parc Georges-Valbon (anciennement parc de La Courneuve)[110] vient au 3e rang des espaces verts de la région parisienne de par sa taille, avec une superficie de 400 ha, après le bois de Boulogne (1 000 ha) et le bois de Vincennes (850 ha).
Il participe d'ailleurs d'une opération de requalification urbaine, puisqu'il s'est substitué à l'un des plus grands bidonvilles des années 1960, la Campa, où vivaient dans le plus grand dénuement des centaines de familles, notamment d'origine nord-africaine et espagnole, qui furent relogées plus tard dans les cités HLM de la ville[111].
Le parc de La Courneuve reçoit près de deux millions de personnes par an.
Il abrite aussi un centre équestre. Géré par le conseil général, le parc propose toute l'année des ateliers, des animations, des sorties « nature », des expositions…
Il constitue d'ailleurs un but de promenade à la fois pour les habitants de La Courneuve comme des autres communes voisines, son extension ayant notamment été achevée jusqu'aux limites du département du Val-d'Oise, mais aussi pour les Parisiens qui sont de plus en plus nombreux à le fréquenter.

### Personnalités liées à la ville
- Dinos, rappeur originaire de La Courneuve.
- 4Keus, groupe de rap originaire de la ville.
- Amel Bent, chanteuse révélée par l'émission télévisée Nouvelle Star. Elle a pris ses premiers cours de chant à la maison du peuple Guy-Môquet.
- Rokhaya Diallo, journaliste, réalisatrice et écrivaine, militante associative, a vécu sa jeunesse à La Courneuve.
- Gwladys Épangue, médaillée olympique de taekwondo, a passé sa jeunesse à La Courneuve.
- Diandra Tchatchouang, médaillée olympique de basket-ball.
- Yoan Gouffran, footballeur, a passé une partie de sa jeunesse à La Courneuve.
- André Lajoinie, ancien candidat du PCF à l'élection présidentielle de 1988.
- L'abbé Jean-Édouard Lamy, curé de Saint-Lucien de 1900 à 1923.
- Gaël Monfils, joueur de tennis, découvre son sport à l’âge de quatre ans à La Courneuve.
- Alibi Montana, rappeur d'origine haïtienne, qui a vécu 18 ans à La Courneuve.
- Matt Moussilou, attaquant du FC Lausanne-Sport, a passé sa jeunesse à La Courneuve.
- Aya Nakamura, chanteuse franco-malienne, y a fait des études de mode[112].
- Fred Musa, animateur de planète Rap sur Skyrock, il était en cours au collège G.-Politzer.
- Jacques Nikonoff, ancien ouvrier dans la ville, ancien président d'ATTAC.
- Kamel Ouali, chorégraphe, a passé son enfance à La Courneuve et fait ses premiers pas de danse au centre Jean-Houdremont.
- Sabrina Ouazani, actrice, a résidé à La Courneuve.
- Marc Perrone, accordéoniste, a résidé à La Courneuve.
- Jean Paul Adam Schramm (1789-1884), général d'Empire, y a vécu[113].
- Shirley, humoriste qui a fait ses classes à la maison du peuple Guy-Môquet.
- Wejdene, autrice-compositrice-interprète française est originaire de la ville.

### Héraldique
| Blason de La Courneuve | Blason  | Écartelé : au 1er d'azur plain, au 2d de gueules à deux colombes essorantes d'argent affrontées en chef, au 3e de sinople à un orme terrassé d'argent brochant sur le 1er, au 4e d'azur au moulin du lieu d'or essoré de gueules, sur une terrasse du second chargée d'une fasce ondée du champ, à la roue de moulin du même brochant sur la partition en pointe ; une cotice en barre d'argent abaissée en chef et haussée en pointe, chargée de trois canettes de sinople, brochant sur le tout. Devise / Cri« droiture et tendresse » |
| Blason de La Courneuve | Détails | Le blason a changé en 1954. Le statut officiel du blason reste à déterminer. |
| Blason de La Courneuve | Alias   | D'azur à un mur crénelé de cinq pièces d'argent maçonné de sable, ouvert du champ et encadrant une roue de moulin d'or soutenue d'ondes du second mouvant de la pointe |

## Pour approfondir